# Encuentro Internacional de Partidos Comunistas y Obreros
El Encuentro Internacional de Partidos Comunistas y Obreros (EIPCO) se refiere a las series de conferencias anuales en donde asisten diversos partidos políticos de orientación comunista y obrera a nivel mundial. Fue iniciado en 1998 por iniciativa del Partido Comunista de Grecia (KKE), el cual convocó a diversos partidos comunistas y obreros del mundo para participar en las conferencias anuales, donde los partidos pueden reunirse para compartir sus experiencias de su propio país y emitir una declaración conjunta sobre un tema concreto.
La primera de ellas tuvo lugar en Atenas en noviembre de 1998. 
En diciembre de 2009 se acordó la creación de una página web común, en inglés y español, en la que participarían todos los partidos habituales en los EIPCO, así como también se acordó la creación de la Revista Comunista Internacional.
Además, el EIPCO cuenta con un grupo de trabajo, encargado de coordinar los encuentros, formado inicialmente por partidos comunistas de Brasil, Grecia, India, Líbano, Portugal, Rusia y Sudáfrica.

## Encuentros

Países cuyos PPCC participaron en el XIII EIPCO, celebrado en Atenas en diciembre de 2011.

La última conferencia del EIPCO tuvo lugar en La Habana (Cuba), el 27 y el 29 de octubre de 2022. En el encuentro participaron un elevado número partidos comunistas y obreros de todo el mundo, más otros partidos que enviaron su mensaje de saludo al encuentro.
Los participantes en el EIPCO de 2011 en Atenas fueron, entre otros, el Partido Comunista de Grecia (KKE), el Partido Comunista Portugués (PCP), el Partido Comunista de Cuba (PCC), el Partido Comunista de España (PCE), el Partido Comunista de los Pueblos de España (PCPE) y el Partido Comunista de Venezuela (PCV).

## Participantes

### Lista de miembros
| País                 | Partido                                                                 | Relación con el gobierno               | Escaños           |
| -------------------- | ----------------------------------------------------------------------- | -------------------------------------- | ----------------- |
| Albania              | Partido Comunista de Albania (1991)                                     | Oposición                              | 0/140             |
| Alemania             | Partido Comunista Alemán                                                | Oposición                              | 0/709             |
| Argentina            | Partido Comunista de la Argentina                                       | Oposición                              | 0/329             |
| Armenia              | Partido Comunista de Armenia                                            | Oposición                              | 0/329             |
| Australia            | Partido Comunista de Australia (1971)                                   | Oposición                              | 0/226             |
| Austria              | Partido Comunista de Austria                                            | Oposición                              | 0/183             |
| Austria              | Partido del Trabajo de Austria                                          | Oposición                              | 0/183             |
| Azerbaiyán           | Partido Comunista de Azerbaiyán                                         | Oposición                              | 0/125             |
| Bélgica              | Partido Comunista de Bélgica                                            | Oposición                              | 0/212             |
| Bélgica              | Partido del Trabajo de Bélgica                                          | Oposición                              | 12/212            |
| Bielorrusia          | Partido Comunista de Bielorrusia                                        | Socio junior en coalición              | 11/174            |
| Bosnia y Herzegovina | Partido Comunista de los Trabajadores de Bosnia y Herzegovina           | Oposición                              | 0/33              |
| Brasil               | Partido Comunista Brasileño                                             | Socio junior en coalición              | 0/594             |
| Brasil               | Partido Comunista de Brasil                                             | Socio junior en coalición              | 6/594             |
| Bulgaria             | Partido Comunista de Bulgaria                                           | Oposición                              | 0/240             |
| Canadá               | Partido Comunista de Canadá                                             | Oposición                              | 0/443             |
| Chile                | Partido Comunista de Chile                                              | Socio senior en coalición              | 14/205            |
| China                | Partido Comunista de China                                              | Gobierno                               | 2157/2987         |
| Chipre               | Partido Progresista del Pueblo Obrero (AKEL)                            | Oposición                              | 15/62             |
| Colombia             | Partido Comunista Colombiano                                            | Socio junior en coalición              | 1/108             |
| Corea del Norte      | Partido del Trabajo de Corea                                            | Gobierno                               | 607/687           |
| Costa Rica           | Partido Vanguardia Popular                                              | Oposición                              | 0/57              |
| Croacia              | Partido Socialista de los Trabajadores de Croacia                       | Oposición                              | 0/151             |
| Cuba                 | Partido Comunista de Cuba                                               | Gobierno                               | 605/605           |
| Dinamarca            | Partido Comunista de Dinamarca                                          | Oposición                              | 0/179             |
| España               | Partido Comunista de España                                             | Socio junior en coalición              | 7/350             |
| España               | Partido Comunista de los Pueblos de España                              | Oposición                              | 0/350             |
| España               | Partido Comunista de los Trabajadores de España                         | Oposición                              | 0/350             |
| Estados Unidos       | Partido Comunista de los Estados Unidos                                 | Oposición                              | 0/535             |
| Finlandia            | Partido Comunista de Finlandia (Unidad)                                 | Oposición                              | 0/200             |
| Francia              | Partido Comunista Francés                                               | Oposición                              | 12/923            |
| Francia              | Partido Comunista de los Obreros de Francia                             | Oposición                              | 12/923            |
| Georgia              | Partido Comunista Unificado de Georgia                                  | Oposición                              | 0/150             |
| Grecia               | Partido Comunista de Grecia                                             | Oposición                              | 21/300            |
| Guyana               | Partido Progresista del Pueblo (Guyana)                                 | Gobierno                               | 32/65             |
| Hungría              | Partido de los Trabajadores Húngaros                                    | Oposición                              | 0/199             |
| India                | Partido Comunista de la India                                           | Oposición                              | 4/790             |
| India                | Partido Comunista de la India (Marxista)                                | Oposición                              | 8/790             |
| Irán                 | Partido del Trabajo de Irán (Tudeh)                                     | Oposición                              | Ilegalizado       |
| Irak                 | Partido Comunista Iraquí                                                | Oposición                              | 0/328             |
| Irak                 | Partido Comunista de Kurdistán-Irak                                     | Oposición                              | 0/328             |
| Israel               | Partido Comunista Israelí                                               | Oposición                              | 3/120             |
| Japón                | Partido Comunista de Japón                                              | Oposición                              | 21/710            |
| Jordania             | Partido Comunista Jordano                                               | Oposición                              | 0/130             |
| Kazajistán           | Partido Popular de Kazajistán                                           | Oposición                              | 10/107            |
| Laos                 | Partido Popular Revolucionario de Laos                                  | Gobierno                               | 144/149           |
| Letonia              | Partido Socialista de Letonia                                           | Oposición                              | 0/100             |
| Líbano               | Partido Comunista Libanés                                               | Oposición                              | 0/128             |
| Luxemburgo           | Partido Comunista de Luxemburgo                                         | Oposición                              | 0/60              |
| Luxemburgo           | Déi Lenk                                                                | Oposición                              | 2/60              |
| Madagascar           | Partido del Congreso de la Independencia de Madagascar                  | Oposición                              | 0/151             |
| Macedonia del Norte  | Partido Comunista de Macedonia                                          | Oposición                              | 0/120             |
| Malta                | Partido Comunista Maltés                                                | Oposición                              | 0/67              |
| México               | Partido Popular Socialista de México                                    | Socio junior en coalición              | 0/128             |
| México               | Partido Comunista de México                                             | Oposición                              | 0/128             |
| Moldavia             | Partido de los Comunistas de la República de Moldavia                   | Oposición                              | 10/101            |
| Nepal                | Partido Comunista de Nepal (Marxista-Leninista Unificado)               | Gobierno                               | 174/275           |
| Noruega              | Partido Comunista de Noruega                                            | Oposición                              | 0/169             |
| Palestina            | Partido Comunista Palestino                                             | Oposición                              | 0/132             |
| Palestina            | Partido del Pueblo Palestino                                            | Oposición                              | 1/132             |
| Portugal             | Partido Comunista Portugués                                             | Oposición                              | 6/230             |
| Paraguay             | Partido Comunista Paraguayo                                             | Oposición                              | 0/125             |
| Perú                 | Partido Comunista Peruano                                               | Oposición                              | 0/130             |
| República Checa      | Partido Comunista de Bohemia y Moravia                                  | Oposición                              | 0/281             |
| Rusia                | Partido Comunista de la Federación Rusa                                 | Oposición                              | 57/450            |
| Rusia                | Partido Comunista Obrero Ruso - Partido Comunista de la Unión Soviética | Oposición                              | 0/450             |
| Rusia                | Partido Comunista de la Unión Soviética                                 | Oposición                              | 0/450             |
| Serbia               | Izquierda Serbia                                                        | Oposición                              | 0/250             |
| Sri Lanka            | Partido Comunista de Sri Lanka                                          | Socio junior en coalición              | 1/225             |
| Suazilandia          | Partido Comunista de Suazilandia                                        | Oposición                              | 0/65              |
| Sudáfrica            | Partido Comunista Sudafricano                                           | Socio junior en coalición              | Son parte del CNA |
| Suecia               | Partido Comunista de Suecia                                             | Oposición                              | 0/349             |
| Siria                | Partido Comunista Sirio (Bakdash)                                       | Oposición                              | Ilegalizado       |
| Siria                | Partido Comunista Sirio (Unificado)                                     | Oposición                              | Ilegalizado       |
| Tayikistán           | Partido Comunista de Tayikistán                                         | Oposición                              | 2/63              |
| Turquía              | Partido Comunista de Turquía                                            | Oposición                              | 0/600             |
| Turquía              | Partido del Trabajo (Turquía)                                           | Oposición                              | 0/600             |
| Ucrania              | Partido Comunista de Ucrania                                            | Oposición/excepto en Lugansk y Donetsk | Ilegalizado       |
| Uruguay              | Partido Comunista de Uruguay                                            | Oposición                              | 8/129             |
| Venezuela            | Partido Comunista de Venezuela                                          | Oposición                              | 1/277             |
| Vietnam              | Partido Comunista de Vietnam                                            | Gobierno                               | 475/500           |

### Participación
La siguiente lista clasifica la participación de diferentes partidos comunistas del mundo en las diferentes conferencias del EIPCO celebradas entre 1998 y 2015
Código:
x = participó
– = no participó
o = observador
m = envió mensaje
| País                 | Partido                                                                    | XVII    | XVI                                 | XV   | XIV  | XIII | XII  | XI   | X    | IX   | VIII | VII  | VI   | V    | IV   | III  | II   | I    | —    |   |   |
| País                 | Partido                                                                    | 2015    | 2014                                | 2013 | 2012 | 2011 | 2010 | 2009 | 2008 | 2007 | 2006 | 2005 | 2004 | 2003 | 2002 | 2001 | 2000 | 1999 | 1998 |   |   |
| -------------------- | -------------------------------------------------------------------------- | ------- | ----------------------------------- | ---- | ---- | ---- | ---- | ---- | ---- | ---- | ---- | ---- | ---- | ---- | ---- | ---- | ---- | ---- | ---- | - | - |
| País                 | Partido                                                                    | Albania | Partido Comunista de Albania (1991) | –    | –    | –    | –    | x    | –    | –    | –    | –    | –    | x    | x    | x    | x    | –    | x    | x | x |
| Alemania             | Partido Comunista Alemán                                                   | x       | x                                   | x    | x    | x    | x    | x    | x    | x    | x    | x    | x    | m    | x    | –    | x    | x    | x    |   |   |
| Argelia              | Partido Argelino para la Democracia y el Socialismo                        | x       | –                                   | x    | x    | x    | –    | –    | x    | x    | x    | x    | x    | x    | x    | x    | x    | x    | x    |   |   |
| Argentina            | Partido Comunista de la Argentina                                          | –       | x                                   | x    | –    | m    | x    | x    | x    | –    | x    | x    | m    | m    | m    | x    | –    | m    | m    |   |   |
| Armenia              | Partido Comunista de Armenia                                               | –       | –                                   | –    | –    | x    | –    | –    | –    | x    | –    | –    | –    | x    | x    | x    | x    | m    | m    |   |   |
| Australia            | Partido Comunista de Australia                                             | –       | x                                   | x    | m    | x    | x    | x    | –    | x    | x    | x    | x    | x    | x    | x    | x    | x    | x    |   |   |
| Austria              | Partido Comunista de Austria                                               | –       | –                                   | –    | –    | –    | –    | –    | –    | –    | –    | x    | m    | x    | x    | –    | x    | m    | m    |   |   |
| Azerbaiyán           | Partido Comunista de Azerbaiyán                                            | x       | –                                   | x    | x    | x    | x    | –    | –    | x    | –    | –    | –    | –    | –    | –    | –    | m    | x    |   |   |
| Bangladés            | Partido Comunista de Bangladés                                             | –       | –                                   | –    | x    | x    | –    | x    | –    | –    | –    | m    | x    | m    | x    | –    | –    | –    | –    |   |   |
| Bangladés            | Partido de los Trabajadores de Bangladés                                   | x       | –                                   | –    | x    | x    | x    | –    | –    | –    | –    | –    | –    | –    | –    | –    | –    | –    | m    |   |   |
| Baréin               | Tendencia Democrática                                                      | –       | –                                   | –    | –    | –    | –    | –    | –    | –    | –    | –    | –    | –    | –    | x    | –    | –    | –    |   |   |
| Baréin               | Frente de Liberación Nacional de Baréin                                    | –       | –                                   | –    | –    | –    | –    | –    | –    | –    | –    | –    | –    | –    | m    | –    | –    | m    | x    |   |   |
| Baréin               | Tribuna Democrática Progresista                                            | –       | x                                   | x    | x    | –    | –    | –    | –    | x    | x    | x    | x    | x    | –    | –    | –    | –    | –    |   |   |
| Bielorrusia          | Partido Comunista de Bielorrusia                                           | –       | x                                   | x    | x    | x    | x    | –    | x    | x    | –    | x    | –    | m    | x    | x    | x    | x    | x    |   |   |
| Bélgica              | Partido Comunista de Valonia                                               | –       | –                                   | –    | –    | m    | –    | –    | –    | –    | –    | –    | –    | –    | m    | –    | x    | m    | –    |   |   |
| Bélgica              | Partido del Trabajo de Bélgica                                             | x       | x                                   | x    | x    | x    | x    | x    | x    | x    | x    | x    | x    | x    | x    | x    | x    | x    | x    |   |   |
| Bolivia              | Partido Comunista de Bolivia                                               | –       | x                                   | –    | –    | m    | –    | x    | –    | –    | –    | –    | –    | –    | –    | –    | –    | –    | –    |   |   |
| Bosnia y Herzegovina | Partido Comunista de los Trabajadores de Bosnia y Herzegovina              | –       | –                                   | –    | –    | –    | –    | –    | –    | –    | x    | x    | m    | –    | –    | –    | –    | –    | –    |   |   |
| Brasil               | Partido Comunista Brasileño                                                | x       | x                                   | x    | x    | x    | x    | x    | x    | –    | x    | –    | –    | m    | –    | –    | –    | –    | –    |   |   |
| Brasil               | Partido Comunista de Brasil                                                | x       | x                                   | x    | x    | x    | x    | x    | x    | x    | x    | x    | x    | x    | x    | x    | –    | m    | m    |   |   |
| Bulgaria             | Partido de los Comunistas Búlgaros                                         | –       | –                                   | –    | –    | –    | –    | –    | –    | –    | –    | x    | x    | x    | x    | x    | x    | x    | –    |   |   |
| Bulgaria             | Partido Comunista de Bulgaria                                              | x       | –                                   | x    | –    | x    | x    | –    | x    | x    | –    | x    | x    | m    | x    | x    | x    | x    | x    |   |   |
| Bulgaria             | Comité de Iniciativa Comunista                                             | –       | –                                   | –    | –    | –    | –    | –    | –    | –    | –    | –    | –    | –    | –    | –    | –    | –    | x    |   |   |
| Bulgaria             | Partido Socialista Búlgaro - Plataforma Marxista                           | –       | –                                   | –    | –    | –    | –    | –    | –    | –    | –    | –    | –    | –    | –    | x    | x    | x    | x    |   |   |
| Canadá               | Partido Comunista de Canadá                                                | x       | x                                   | x    | x    | x    | x    | x    | x    | x    | x    | x    | x    | x    | x    | x    | x    | x    | x    |   |   |
| Chile                | Partido Comunista de Chile                                                 | –       | –                                   | x    | m    | –    | –    | –    | x    | x    | x    | m    | m    | m    | m    | –    | –    | x    | m    |   |   |
| China                | Partido Comunista de China                                                 | x       | x                                   | x    | x    | –    | x    | x    | x    | x    | o    | o    | –    | m    | o    | –    | –    | –    | x    |   |   |
| Chipre               | Partido Progresista del Pueblo Obrero (AKEL)                               | x       | x                                   | x    | x    | x    | x    | x    | x    | x    | x    | x    | x    | x    | x    | x    | x    | x    | x    |   |   |
| Colombia             | Partido Comunista Colombiano                                               | –       | x                                   | –    | –    | –    | –    | –    | x    | –    | x    | –    | m    | x    | x    | x    | x    | m    | –    |   |   |
| Colombia             | Fueras Armadas Revolucionarias de Colombia - Ejército del Pueblo (FARC-EP) | –       | –                                   | –    | –    | –    | –    | –    | –    | –    | –    | m    | –    | m    | x    | x    | x    | –    | –    |   |   |
| Corea del Norte      | Partido del Trabajo de Corea                                               | –       | x                                   | x    | –    | x    | –    | x    | x    | x    | –    | x    | x    | x    | x    | x    | x    | x    | x    |   |   |
| Costa Rica           | Vanguardia Popular (Costa Rica)                                            | –       | x                                   | –    | –    | –    | –    | –    | –    | –    | –    | –    | –    | –    | –    | –    | –    | –    | –    |   |   |
| Croacia              | Partido Socialista de los Trabajadores de Croacia                          | –       | –                                   | –    | x    | x    | –    | –    | –    | –    | –    | –    | –    | –    | –    | –    | –    | –    | –    |   |   |
| Cuba                 | Partido Comunista de Cuba                                                  | x       | x                                   | x    | x    | x    | x    | x    | x    | x    | x    | x    | x    | x    | x    | x    | x    | x    | x    |   |   |
| Dinamarca            | Partido Comunista en Dinamarca                                             | x       | x                                   | x    | x    | x    | x    | x    | x    | x    | x    | x    | x    | x    | x    | x    | x    | x    | x    |   |   |
| Dinamarca            | Partido Comunista de Dinamarca                                             | x       | x                                   | x    | x    | x    | x    | x    | x    | x    | x    | x    | x    | x    | x    | –    | –    | –    | –    |   |   |
| Ecuador              | Partido Comunista del Ecuador                                              | –       | x                                   | x    | –    | –    | –    | –    | x    | –    | –    | –    | m    | –    | –    | –    | –    | –    | –    |   |   |
| Egipto               | Partido Comunista de Egipto                                                | –       | –                                   | x    | x    | x    | –    | –    | –    | –    | –    | x    | –    | x    | x    | x    | x    | x    | x    |   |   |
| Eslovaquia           | Partido Comunista de Eslovaquia                                            | –       | –                                   | –    | –    | –    | –    | –    | –    | x    | x    | x    | x    | x    | x    | x    | –    | x    | m    |   |   |
| España               | Partido Comunista de España                                                | x       | x                                   | x    | x    | x    | x    | x    | –    | x    | x    | x    | x    | x    | x    | x    | –    | x    | x    |   |   |
| España               | Partido de los Comunistas de Cataluña                                      | –       | –                                   | x    | x    | x    | –    | –    | –    | –    | x    | m    | –    | –    | –    | –    | x    | –    | –    |   |   |
| España               | Partido Comunista de los Pueblos de España                                 | x       | x                                   | x    | x    | x    | x    | x    | x    | x    | x    | x    | x    | x    | x    | x    | x    | –    | x    |   |   |
| España               | Izquierda Unida (IU)                                                       | –       | –                                   | –    | –    | –    | –    | –    | –    | x    | –    | –    | x    | –    | x    | x    | x    | x    | x    |   |   |
| Estados Unidos       | Partido Comunista de los Estados Unidos                                    | –       | x                                   | x    | x    | x    | x    | x    | x    | x    | x    | x    | x    | x    | x    | x    | x    | x    | x    |   |   |
| Estonia              | Partido Comunista de Estonia                                               | –       | –                                   | –    | –    | –    | –    | –    | –    | –    | –    | x    | x    | –    | –    | –    | –    | –    | –    |   |   |
| Filipinas            | Partido Comunista de Filipinas (PKP-1930)                                  | m       | –                                   | m    | –    | –    | –    | –    | –    | x    | –    | x    | x    | m    | m    | –    | x    | –    | –    |   |   |
| Finlandia            | Partido Comunista de Finlandia                                             | x       | x                                   | x    | x    | x    | x    | x    | x    | x    | x    | x    | m    | x    | x    | m    | x    | x    | m    |   |   |
| Francia              | Partido Comunista Francés                                                  | x       | x                                   | x    | x    | x    | x    | x    | x    | –    | o    | –    | –    | x    | m    | –    | –    | m    | x    |   |   |
| Georgia              | Partido Comunista Unificado de Georgia                                     | x       | –                                   | x    | –    | x    | –    | –    | x    | x    | x    | x    | x    | –    | –    | –    | –    | x    | x    |   |   |
| Grecia               | Partido Comunista de Grecia                                                | x       | x                                   | x    | x    | x    | x    | x    | x    | x    | x    | x    | x    | x    | x    | x    | x    | x    | x    |   |   |
| Guyana               | Partido Progresista del Pueblo                                             | –       | –                                   | x    | –    | x    | –    | –    | –    | –    | –    | –    | –    | –    | –    | –    | –    | –    | –    |   |   |
| Hungría              | Partido Obrero Húngaro                                                     | x       | x                                   | x    | x    | x    | x    | x    | x    | x    | x    | x    | –    | x    | x    | x    | x    | x    | x    |   |   |
| India                | Partido Comunista de la India                                              | x       | x                                   | x    | m    | x    | x    | x    | x    | x    | x    | m    | x    | x    | m    | x    | x    | m    | x    |   |   |
| India                | Partido Comunista de la India (Marxista)                                   | x       | x                                   | –    | x    | x    | x    | x    | x    | x    | x    | x    | m    | x    | m    | x    | –    | m    | x    |   |   |
| Irán                 | Partido del Trabajo de Irán (Tudeh)                                        | x       | –                                   | x    | m    | m    | –    | x    | x    | x    | x    | x    | x    | x    | x    | x    | x    | x    | –    |   |   |
| Irak                 | Partido Comunista Iraquí                                                   | x       | –                                   | x    | x    | x    | x    | x    | x    | x    | x    | x    | x    | x    | x    | x    | x    | x    | x    |   |   |
| Irak                 | Partido Comunista de Kurdistán-Irak                                        | x       | –                                   | –    | x    | x    | –    | –    | –    | –    | –    | m    | –    | –    | x    | x    | x    | –    | –    |   |   |
| Irlanda              | Partido Comunista de Irlanda                                               | x       | x                                   | x    | x    | x    | x    | x    | x    | x    | –    | x    | x    | x    | –    | –    | –    | –    | –    |   |   |
| Irlanda              | Partido de los Trabajadores de Irlanda                                     | x       | –                                   | x    | x    | x    | x    | –    | x    | –    | x    | x    | x    | x    | x    | –    | x    | x    | –    |   |   |
| Israel               | Partido Comunista de Israel                                                | x       | –                                   | x    | –    | –    | x    | x    | –    | x    | –    | x    | x    | x    | x    | x    | x    | x    | x    |   |   |
| Italia               | Partido de la Refundación Comunista                                        | –       | –                                   | –    | x    | x    | x    | x    | x    | –    | x    | x    | x    | x    | x    | x    | x    | x    | x    |   |   |
| Italia               | Partido de los Comunistas Italianos                                        | –       | x                                   | x    | x    | x    | x    | x    | x    | x    | x    | x    | x    | x    | m    | x    | x    | x    | –    |   |   |
| Japón                | Partido Comunista Japonés                                                  | –       | –                                   | –    | –    | –    | –    | –    | –    | –    | –    | –    | –    | –    | –    | –    | –    | –    | x    |   |   |
| Jordania             | Partido Comunista Jordano                                                  | –       | x                                   | –    | x    | x    | –    | –    | –    | x    | –    | x    | x    | m    | –    | x    | x    | x    | x    |   |   |
| Kazajistán           | Partido Comunista de Kazajistán                                            | x       | –                                   | –    | –    | –    | –    | –    | –    | –    | –    | –    | –    | –    | –    | –    | –    | –    | –    |   |   |
| Kirguistán           | Partido de los Comunistas de Kirguistán                                    | –       | –                                   | –    | –    | –    | –    | x    | –    | x    | –    | –    | –    | –    | –    | –    | –    | –    | –    |   |   |
| Laos                 | Partido Popular Revolucionario de Laos                                     | x       | x                                   | x    | –    | –    | –    | x    | x    | x    | x    | m    | m    | m    | –    | m    | –    | –    | –    |   |   |
| Letonia              | Partido Socialista de Letonia                                              | –       | –                                   | x    | –    | –    | –    | x    | x    | x    | x    | x    | x    | x    | x    | x    | x    | x    | –    |   |   |
| Líbano               | Partido Comunista Libanés                                                  | x       | x                                   | x    | x    | x    | x    | x    | x    | x    | x    | x    | x    | x    | x    | x    | x    | x    | m    |   |   |
| Lituania             | Partido Socialista de Lituania                                             | x       | x                                   | –    | –    | –    | –    | –    | –    | x    | –    | x    | x    | m    | –    | –    | –    | –    | –    |   |   |
| Luxemburgo           | Partido Comunista de Luxemburgo                                            | –       | –                                   | x    | m    | m    | x    | x    | x    | x    | x    | x    | x    | x    | –    | –    | –    | –    | –    |   |   |
| Luxemburgo           | Déi Lenk                                                                   | –       | –                                   | –    | –    | –    | –    | –    | –    | –    | –    | –    | –    | –    | –    | m    | –    | –    | –    |   |   |
| Macedonia del Norte  | Partido Comunista de Macedonia                                             | x       | –                                   | –    | –    | –    | –    | –    | –    | x    | x    | x    | –    | –    | –    | m    | –    | –    | –    |   |   |
| Macedonia del Norte  | Liga de los Comunistas de Macedonia                                        | –       | –                                   | –    | –    | –    | –    | –    | –    | –    | –    | –    | –    | –    | –    | –    | –    | x    | –    |   |   |
| Madagascar           | Partido del Congreso para la Independencia de Madagascar                   | –       | –                                   | –    | –    | –    | –    | –    | –    | –    | –    | x    | –    | –    | –    | –    | –    | –    | –    |   |   |
| Malta                | Partido Comunista Maltés                                                   | –       | –                                   | x    | m    | m    | –    | –    | –    | –    | x    | x    | x    | –    | –    | –    | –    | –    | –    |   |   |
| México               | Partido Comunista de México                                                | x       | x                                   | x    | x    | x    | –    | x    | x    | x    | x    | x    | x    | x    | x    | –    | –    | –    | –    |   |   |
| México               | Partido Popular Socialista (México)                                        | –       | –                                   | –    | –    | –    | –    | –    | –    | x    | x    | –    | –    | –    | m    | –    | –    | –    | –    |   |   |
| México               | Partido Popular Socialista de México                                       | –       | –                                   | –    | –    | –    | –    | –    | –    | –    | –    | m    | m    | x    | x    | m    | –    | –    | x    |   |   |
| Moldavia             | Partido de los Comunistas de la República de Moldavia                      | –       | –                                   | x    | –    | –    | –    | –    | –    | x    | –    | m    | x    | m    | x    | m    | x    | m    | m    |   |   |
| Nepal                | Partido Comunista de Nepal (Marxista-Leninista Unificado)                  | –       | –                                   | –    | x    | x    | x    | x    | x    | x    | –    | –    | m    | m    | m    | m    | x    | –    | –    |   |   |
| Noruega              | Partido Comunista de Noruega                                               | x       | x                                   | x    | x    | x    | x    | x    | x    | x    | x    | x    | x    | x    | x    | x    | x    | x    | –    |   |   |
| Países Bajos         | Nuevo Partido Comunista de los Países Bajos                                | x       | –                                   | –    | x    | x    | x    | x    | x    | –    | x    | x    | x    | x    | x    | x    | x    | x    | x    |   |   |
| Pakistán             | Partido Comunista de Pakistán                                              | –       | –                                   | x    | m    | m    | –    | x    | –    | x    | –    | –    | –    | –    | –    | –    | –    | –    | –    |   |   |
| Palestina            | Partido Comunista Palestino                                                | x       | x                                   | x    | x    | x    | x    | x    | x    | –    | –    | x    | x    | m    | m    | –    | x    | x    | x    |   |   |
| Palestina            | Partido del Pueblo Palestino                                               | x       | –                                   | x    | x    | x    | x    | x    | x    | –    | –    | –    | x    | m    | x    | –    | –    | –    | –    |   |   |
| Panamá               | Partido del Pueblo de Panamá                                               | –       | x                                   | x    | –    | –    | –    | –    | x    | –    | –    | –    | –    | –    | –    | –    | –    | –    | –    |   |   |
| Paraguay             | Partido Comunista Paraguayo                                                | –       | –                                   | –    | –    | –    | –    | –    | x    | –    | –    | –    | –    | –    | –    | –    | –    | –    | –    |   |   |
| Perú                 | Partido Comunista del Perú - Patria Roja                                   | –       | x                                   | –    | –    | –    | –    | –    | x    | –    | x    | –    | –    | –    | –    | –    | –    | –    | –    |   |   |
| Perú                 | Partido Comunista Peruano                                                  | –       | x                                   | x    | –    | –    | x    | x    | x    | –    | x    | –    | –    | –    | –    | –    | –    | –    | –    |   |   |
| Polonia              | Partido Comunista Polaco                                                   | –       | –                                   | x    | –    | –    | –    | –    | –    | x    | –    | x    | x    | m    | x    | –    | –    | –    | –    |   |   |
| Portugal             | Partido Comunista Portugués                                                | x       | x                                   | x    | x    | x    | x    | x    | x    | x    | x    | x    | x    | x    | m    | x    | x    | x    | x    |   |   |
| Reino Unido          | Partido Comunista Británico                                                | x       | x                                   | x    | x    | x    | x    | x    | x    | x    | x    | x    | x    | x    | m    | m    | x    | x    | x    |   |   |
| Reino Unido          | Nuevo Partido Comunista Británico                                          | –       | –                                   | –    | –    | x    | –    | –    | –    | –    | x    | x    | x    | x    | –    | x    | x    | –    | x    |   |   |
| República Checa      | Partido Comunista de Bohemia y Moravia                                     | x       | x                                   | x    | x    | x    | x    | x    | x    | x    | x    | x    | x    | x    | x    | x    | x    | x    | x    |   |   |
| Rumanía              | Nuevo Partido Comunista Rumano                                             | –       | –                                   | –    | –    | –    | –    | –    | –    | –    | –    | x    | x    | x    | –    | x    | x    | x    | x    |   |   |
| Rumanía              | Partido de la Alianza Socialista                                           | –       | –                                   | x    | –    | –    | –    | –    | –    | –    | –    | x    | x    | m    | m    | –    | –    | –    | –    |   |   |
| Rumanía              | Partido de los Trabajadores Rumanos                                        | –       | –                                   | –    | –    | –    | –    | –    | –    | –    | –    | –    | –    | m    | x    | –    | –    | –    | –    |   |   |
| Rusia                | Partido Comunista de la Federación Rusa                                    | x       | x                                   | x    | x    | x    | x    | x    | x    | x    | x    | x    | x    | x    | x    | x    | x    | x    | x    |   |   |
| Rusia                | Partido Comunista Obrero Ruso - Partido Revolucionario de los Comunistas   | x       | x                                   | x    | x    | x    | x    | x    | x    | x    | x    | x    | x    | x    | x    | x    | x    | x    | x    |   |   |
| Rusia                | Partido Comunista de la Unión Soviética (2001)                             | x       | –                                   | x    | x    | x    | x    | –    | –    | x    | –    | x    | x    | –    | x    | –    | –    | –    | –    |   |   |
| Serbia               | Nuevo Partido Comunista de Yugoslavia                                      | m       | –                                   | x    | x    | x    | x    | x    | –    | x    | x    | x    | x    | x    | x    | x    | x    | x    | –    |   |   |
| Serbia               | Partido Comunista (Serbia)                                                 | x       | –                                   | –    | –    | –    | –    | –    | –    | –    | –    | –    | –    | –    | –    | –    | –    | –    | –    |   |   |
| Sudáfrica            | Partido Comunista Sudafricano                                              | x       | x                                   | x    | x    | x    | x    | x    | x    | –    | x    | m    | m    | –    | –    | m    | x    | –    | –    |   |   |
| Sri Lanka            | Partido Comunista de Sri Lanka                                             | –       | –                                   | x    | x    | x    | x    | x    | –    | x    | –    | –    | –    | –    | m    | m    | –    | –    | m    |   |   |
| Sudán                | Partido Comunista de Sudán                                                 | x       | –                                   | x    | x    | x    | –    | –    | –    | x    | x    | x    | x    | x    | x    | x    | x    | x    | x    |   |   |
| Suecia               | Partido Comunista de Suecia                                                | x       | –                                   | x    | x    | –    | x    | x    | x    | –    | x    | x    | x    | –    | m    | x    | m    | x    | –    |   |   |
| Siria                | Partido Comunista Sirio (Bakdash)                                          | –       | –                                   | x    | x    | x    | x    | x    | x    | x    | x    | x    | x    | x    | x    | x    | x    | x    | x    |   |   |
| Siria                | Partido Comunista Sirio (Unificado)                                        | x       | x                                   | x    | x    | x    | x    | x    | x    | x    | x    | x    | x    | x    | x    | x    | x    | x    | x    |   |   |
| Tayikistán           | Partido Comunista de Tayikistán                                            | m       | –                                   | –    | x    | –    | –    | –    | –    | –    | –    | x    | –    | m    | –    | m    | –    | –    | x    |   |   |
| Turquía              | Partido Comunista de Turquía                                               | –       | x                                   | x    | x    | x    | x    | x    | x    | x    | x    | x    | x    | x    | x    | x    | –    | –    | –    |   |   |
| Turquía              | Partido Comunista (Turquía, 2014)                                          | x       | –                                   | –    | –    | –    | –    | –    | –    | –    | –    | –    | –    | –    | –    | –    | –    | –    | –    |   |   |
| Turquía              | Partido del Trabajo de Turquía                                             | –       | –                                   | x    | x    | x    | –    | –    | –    | o    | o    | –    | o    | x    | m    | x    | –    | x    | x    |   |   |
| Turquía              | Partido Libertad y Solidaridad                                             | –       | –                                   | –    | –    | –    | –    | –    | –    | –    | –    | –    | –    | –    | –    | m    | –    | –    | x    |   |   |
| Ucrania              | Partido Comunista de Ucrania                                               | x       | –                                   | –    | x    | x    | x    | –    | x    | x    | x    | x    | m    | x    | x    | x    | x    | x    | m    |   |   |
| Ucrania              | Unión de los Comunistas de Ucrania                                         | x       | –                                   | –    | x    | x    | x    | –    | x    | x    | x    | x    | x    | x    | x    | x    | x    | x    | x    |   |   |
| Antigua URSS         | Unión de Partidos Comunistas - Partido Comunista de la Unión Soviética     | –       | –                                   | x    | –    | –    | –    | x    | x    | x    | –    | x    | x    | x    | x    | x    | x    | x    | x    |   |   |
| Uruguay              | Partido Comunista de Uruguay                                               | –       | –                                   | –    | –    | m    | –    | –    | x    | –    | –    | –    | –    | m    | –    | –    | –    | –    | m    |   |   |
| Venezuela            | Partido Comunista de Venezuela                                             | m       | –                                   | –    | –    | x    | –    | –    | x    | x    | –    | x    | m    | –    | x    | –    | –    | –    | –    |   |   |
| Vietnam              | Partido Comunista de Vietnam                                               | x       | x                                   | –    | x    | x    | x    | x    | x    | x    | x    | x    | x    | x    | x    | x    | x    | x    | x    |   |   |

### Participantes en la XX Conferencia del EIPCO (2018)
La siguiente tabla es una lista de participantes en la XX Conferencia del EIPCO, celebrada entre el 23 y el 25 de noviembre de 2018 en Atenas (Grecia).
| País            | Partido                                                                 | Líder                       | Participación |
| --------------- | ----------------------------------------------------------------------- | --------------------------- | ------------- |
| Albania         | Partido Comunista de Albania                                            | Qemal Cicollari             | Participó     |
| Alemania        | Partido Comunista Alemán                                                | Patrik Köbele               | Participó     |
| Argentina       | Partido Comunista de la Argentina                                       | Victor Kot                  | Participó     |
| Austria         | Partido del Trabajo de Austria                                          | Otto Bruckner               | Participó     |
| Azerbaiyán      | Partido Comunista de Azerbaiyán                                         | Telman Nurulayev            | Participó     |
| Bélgica         | Partido Comunista de Bélgica                                            | Pierre Beauvois             | Participó     |
| Bielorrusia     | Partido Comunista de Bielorrusia                                        | Aleksey Sokol               | Participó     |
| Brasil          | Partido Comunista Brasileño                                             | Edmilson Costa              | Participó     |
| Bulgaria        | Partido Comunista de Bulgaria                                           | Aleksandar Paunov           | Participó     |
| Canadá          | Partido Comunista de Canadá                                             | Elizabeth Rowley            | Participó     |
| Chipre          | Partido Progresista del Pueblo Obrero (AKEL)                            | Andros Kyprianou            | Participó     |
| Corea del Norte | Partido del Trabajo de Corea                                            | Kim Jong-un                 | Participó     |
| Croacia         | Partido Socialista de los Trabajadores de Croacia                       | Ivan Plješa                 | Participó     |
| Dinamarca       | Partido Comunista en Dinamarca                                          | Betty Frydensbjerg Carlsson | Participó     |
| Dinamarca       | Partido Comunista de Dinamarca                                          | Henrik Stamer Hedin         | Participó     |
| España          | Partido Comunista de España                                             | Enrique Santiago            | Participó     |
| España          | Partido Comunista de los Pueblos de España (sector "Ástor García")      | Ástor García                | Participó     |
| España          | Partido Comunista de los Pueblos de España (sector "Carmelo Suárez")    | Carmelo Suárez              | Participó     |
| Estados Unidos  | Partido Comunista de los Estados Unidos                                 | John Bachtell               | Participó     |
| Finlandia       | Partido Comunista de Finlandia (Unidad)                                 | Yrjö Hakanen                | Participó     |
| Francia         | Partido Comunista Francés                                               | Pierre Laurent              | Participó     |
| Georgia         | Partido Comunista Unificado de Georgia                                  | Temur Pipia                 | Participó     |
| Grecia          | Partido Comunista de Grecia                                             | Dimitris Koutsoumpas        | Participó     |
| Hungría         | Partido de los Trabajadores Húngaros                                    | Gyula Thürmer               | Participó     |
| India           | Partido Comunista de la India                                           | Suravaram Sudhakar Reddy    | Participó     |
| India           | Partido Comunista de la India (Marxista)                                | Sitaram Venkata Yechury     | Participó     |
| Irán            | Partido del Trabajo de Irán (Tudeh)                                     | Mohamad Omidvar             | Participó     |
| Irak            | Partido Comunista Iraquí                                                | Hamid Majid Mousa           | Participó     |
| Irak            | Partido Comunista de Kurdistán-Irak                                     | Kamal Shakir                | Participó     |
| Jordania        | Partido Comunista Jordano                                               | Sami Hamarneh               | Participó     |
| Kazajistán      | Movimiento Socialista de Kazajistán                                     | Igor Kolov                  | Participó     |
| Laos            | Partido Popular Revolucionario de Laos                                  | Choummaly Sayasone          | Participó     |
| Letonia         | Partido Socialista de Letonia                                           | Vladimirs Frolovs           | Participó     |
| Líbano          | Partido Comunista Libanés                                               | Hanna Ibrahim Gharib        | Participó     |
| Luxemburgo      | Partido Comunista de Luxemburgo                                         | Ali Ruckert                 | Participó     |
| Madagascar      | Partido del Congreso de la Independencia de Madagascar                  | Lanto Ramahefarisoa         | Participó     |
| Macedonia       | Partido Comunista de Macedonia                                          | Pero Odzhaklenski           | Participó     |
| Malta           | Partido Comunista Maltés                                                | Victor Degiovanni           | Participó     |
| Nepal           | Partido Comunista de Nepal                                              | Bishnu Prasad Paudel        | Participó     |
| Noruega         | Partido Comunista de Noruega                                            | Runa Evesen                 | Participó     |
| Paraguay        | Partido Comunista Paraguayo                                             | Najeeb Amado                | Participó     |
| República Checa | Partido Comunista de Bohemia y Moravia                                  | Vojtěch Filip               | Participó     |
| Rusia           | Partido Comunista de la Federación Rusa                                 | Guennadi Ziugánov           | Participó     |
| Rusia           | Partido Comunista Obrero Ruso - Partido Comunista de la Unión Soviética | Viktor Tulkin               | Participó     |
| Rusia           | Partido Comunista de la Unión Soviética                                 | Sergey Mozgovoy             | Participó     |
| Serbia          | Comunistas de Serbia                                                    | Miroslav Jovanović          | Participó     |
| Sri Lanka       | Partido Comunista de Sri Lanka                                          | Darrel Chandra Raja         | Participó     |
| Suazilandia     | Partido Comunista de Suazilandia                                        | Mphandlana Shongwe          | Participó     |
| Sudáfrica       | Partido Comunista Sudafricano                                           | Blade Nzimande              | Participó     |
| Suecia          | Partido Comunista de Suecia                                             | Andreas Sörensen            | Participó     |
| Turquía         | Partido Comunista de Turquía                                            | Kemal Okuyan                | Participó     |
| Turquía         | Partido del Trabajo (Turquía)                                           | Selma Gürkan                | Participó     |
| Ucrania         | Partido Comunista de Ucrania                                            | Petró Simonenko             | Participó     |
| Venezuela       | Partido Comunista de Venezuela                                          | Oscar Figuera               | Envió mensaje |
| Vietnam         | Partido Comunista de Vietnam                                            | Nguyễn Phú Trọng            | Participó     |

### Participantes en la XIX Conferencia del EIPCO (2017)
La siguiente tabla es una lista de participantes en la XIX Conferencia del EIPCO, celebrada en dos sesiones, una entre el 2 y el 3 de noviembre de 2017 en San Petersburgo (Rusia). La segunda sesión se celebró en Moscú entre el 5 y el 7 de noviembre, coincidiendo con el centenario de la Revolución Bolchevique de 1917.
| País            | Partido                                                                 | Líder                       | Participación |
| --------------- | ----------------------------------------------------------------------- | --------------------------- | ------------- |
| Alemania        | Partido Comunista Alemán                                                | Patrik Köbele               | Participó     |
| Argelia         | Partido Argelino para la Democracia y el Socialismo                     | Liderazgo colectivo         | Participó     |
| Argentina       | Partido Comunista de la Argentina                                       | Victor Kot                  | Participó     |
| Armenia         | Partido Comunista de Armenia                                            | Yerjanik Ghazaryan          | Participó     |
| Australia       | Partido Comunista de Australia                                          | Bob Britton                 | Participó     |
| Austria         | Partido del Trabajo de Austria                                          | Otto Bruckner               | Participó     |
| Azerbaiyán      | Partido Comunista de Azerbaiyán                                         | Telman Nurulayev            | Participó     |
| Bangladés       | Partido Comunista de Bangladés                                          | M. D. Shah Alam             | Participó     |
| Bangladés       | Partido de los Trabajadores de Bangladés                                | Fazle Hossain Badsha        | Participó     |
| Baréin          | Tribuna Democrática Progresista                                         | Hassan Abdullah             | Participó     |
| Bélgica         | Partido Comunista (Valonia)                                             | Pierre Beauvois             | Participó     |
| Bielorrusia     | Partido Comunista de Bielorrusia                                        | Aleksey Sokol               | Participó     |
| Brasil          | Partido Comunista Brasileño                                             | Edmilson Costa              | Participó     |
| Brasil          | Partido Comunista de Brasil                                             | Luciana Barbosa de Oliveira | Participó     |
| Bulgaria        | Partido Comunista de Bulgaria                                           | Aleksandar Paunov           | Participó     |
| Bulgaria        | Partido de los Comunistas Búlgaros                                      | Desconocido                 | Participó     |
| Canadá          | Partido Comunista de Canadá                                             | Elizabeth Rowley            | Participó     |
| Chile           | Partido Comunista de Chile                                              | Lautaro Carmona             | Participó     |
| China           | Partido Comunista de China                                              | Xi Jinping                  | Participó     |
| Chipre          | Partido Progresista del Pueblo Obrero (AKEL)                            | Andros Kyprianou            | Participó     |
| Colombia        | Partido Comunista Colombiano                                            | Jaime Caycedo               | Participó     |
| Colombia        | Fuerza Alternativa Revolucionaria del Común                             | Rodrigo Londoño             | Participó     |
| Corea del Norte | Partido del Trabajo de Corea                                            | Kim Jong-un                 | Participó     |
| Costa Rica      | Vanguardia Popular                                                      | Trino Barrantes             | Participó     |
| Croacia         | Partido Socialista de los Trabajadores de Croacia                       | Ivan Plješa                 | Participó     |
| Cuba            | Partido Comunista de Cuba                                               | Raúl Castro                 | Participó     |
| Dinamarca       | Partido Comunista en Dinamarca                                          | Betty Frydensbjerg Carlsson | Participó     |
| Dinamarca       | Partido Comunista de Dinamarca                                          | Henrik Stamer Hedin         | Participó     |
| Ecuador         | Partido Comunista del Ecuador                                           | Winston Alarcón Elizalde    | Participó     |
| Egipto          | Partido Comunista de Egipto                                             | Salah Adly Abelhafiz        | Participó     |
| Eslovaquia      | Partido Comunista de Eslovaquia                                         | Jozef Hrdlička              | Participó     |
| España          | Comunistas de Cataluña                                                  | Joan Josep Nuet             | Participó     |
| España          | Izquierda Unida                                                         | Alberto Garzón              | Participó     |
| España          | Partido Comunista de España                                             | José Luis Centella          | Participó     |
| España          | Partido Comunista de los Pueblos de España (sector "Ástor García")      | Ástor García                | Participó     |
| España          | Partido Comunista de los Pueblos de España (sector "Carmelo Suárez")    | Carmelo Suárez              | Participó     |
| Estados Unidos  | Partido Comunista de los Estados Unidos                                 | John Bachtell               | Participó     |
| Estonia         | Partido Comunista de Estonia                                            | Gennady Filippov            | Participó     |
| Filipinas       | Partido Comunista de Filipinas (PKP-1930)                               | Antonio E. Paris            | Participó     |
| Finlandia       | Partido Comunista de Finlandia (Unidad)                                 | Yrjö Hakanen                | Participó     |
| Francia         | Partido Comunista Francés                                               | Pierre Laurent              | Participó     |
| Georgia         | Partido Comunista Unificado de Georgia                                  | Temur Pipia                 | Participó     |
| Grecia          | Partido Comunista de Grecia                                             | Dimitris Koutsoumpas        | Participó     |
| Hungría         | Partido de los Trabajadores Húngaros                                    | Gyula Thürmer               | Participó     |
| India           | Partido Comunista de la India                                           | Suravaram Sudhakar Reddy    | Participó     |
| India           | Partido Comunista de la India (Marxista)                                | Sitaram Venkata Yechury     | Participó     |
| Irán            | Partido del Trabajo de Irán (Tudeh)                                     | Mohamad Omidvar             | Participó     |
| Irak            | Partido Comunista Iraquí                                                | Hamid Majid Mousa           | Participó     |
| Irak            | Partido Comunista de Kurdistán-Irak                                     | Kamal Shakir                | Participó     |
| Irlanda         | Partido Comunista de Irlanda                                            | Lynda Mary Walker           | Participó     |
| Irlanda         | Partido de los Trabajadores de Irlanda                                  | Mick Finnegan               | Participó     |
| Italia          | Partido Comunista Italiano                                              | Mauro Alboresi              | Participó     |
| Italia          | Partido Comunista (Italia)                                              | Marco Rizzo                 | Participó     |
| Italia          | Partido de la Refundación Comunista                                     | Maurizio Acerbo             | Participó     |
| Israel          | Partido Comunista de Israel                                             | Liderazgo colectivo         | Participó     |
| Jordania        | Partido Comunista Jordano                                               | Sami Hamarneh               | Participó     |
| Kazajistán      | Partido Comunista de Kazajistán                                         | Toleubek Mahizhanov         | Participó     |
| Kazajistán      | Movimiento Socialista de Kazajistán                                     | Igor Kolov                  | Participó     |
| Kirguistán      | Partido de los Comunistas de Kirguistán                                 | Sherali Egemberdiev         | Participó     |
| Laos            | Partido Popular Revolucionario de Laos                                  | Choummaly Sayasone          | Participó     |
| Letonia         | Partido Socialista de Letonia                                           | Vladimirs Frolovs           | Participó     |
| Líbano          | Partido Comunista Libanés                                               | Hanna Ibrahim Gharib        | Participó     |
| Lituania        | Frente Socialista Popular                                               | Giedrius Grabauskas         | Participó     |
| Madagascar      | Partido del Congreso de la Independencia de Madagascar                  | Lanto Ramahefarisoa         | Participó     |
| Macedonia       | Partido Comunista de Macedonia                                          | Pero Odzhaklenski           | Participó     |
| México          | Partido Comunista de México                                             | Pável Blanco Cabrera        | Participó     |
| México          | Partido Popular Socialista de México                                    | Cuauhtémoc Amezcua Dromundo | Participó     |
| Moldavia        | Partido de los Comunistas de la República de Moldavia                   | Vladimir Voronin            | Participó     |
| Nepal           | Partido Comunista de Nepal (Marxista-Leninista Unificado)               | Khadga Prasad Oli           | Participó     |
| Noruega         | Partido Comunista de Noruega                                            | Runa Evesen                 | Participó     |
| Países Bajos    | Nuevo Partido Comunista de los Países Bajos                             | Job Pruijser                | Participó     |
| Pakistán        | Partido Comunista de Pakistán                                           | Imdadullah Qazi             | Participó     |
| Palestina       | Partido Popular Palestino                                               | Bassam as-Salhi             | Participó     |
| Palestina       | Partido Comunista Palestino                                             | Desconocido                 | Participó     |
| Panamá          | Partido del Pueblo de Panamá                                            | Moisés Carrasquilla         | Participó     |
| Paraguay        | Partido Comunista Paraguayo                                             | Najeeb Amado                | Participó     |
| Perú            | Partido Comunista del Perú - Patria Roja                                | Alberto Moreno              | Participó     |
| Perú            | Partido Comunista Peruano                                               | Flor de María González      | Participó     |
| Polonia         | Partido Comunista de Polonia                                            | Krzysztof Szwej             | Participó     |
| Portugal        | Partido Comunista Portugués                                             | Jerónimo de Sousa           | Participó     |
| Reino Unido     | Partido Comunista Británico                                             | Robert Griffiths            | Participó     |
| Reino Unido     | Nuevo Partido Comunista Británico                                       | Andreas Brooks              | Participó     |
| República Checa | Partido Comunista de Bohemia y Moravia                                  | Vojtěch Filip               | Participó     |
| Rumanía         | Partido Socialista Rumano                                               | Constantin Rotaru           | Participó     |
| Rusia           | Partido Comunista de la Federación Rusa                                 | Guennadi Ziugánov           | Participó     |
| Rusia           | Partido Comunista Obrero Ruso - Partido Comunista de la Unión Soviética | Viktor Tulkin               | Participó     |
| Rusia           | Partido Comunista de la Unión Soviética                                 | Sergey Mozgovoy             | Participó     |
| Serbia          | Nuevo Partido Comunista de Yugoslavia                                   | Batrić Mijović              | Participó     |
| Serbia          | Partido Comunista (Serbia)                                              | Miroslav Jovanović          | Participó     |
| Siria           | Partido Comunista Sirio (Bakdash)                                       | Ammar Bakdash               | Participó     |
| Siria           | Partido Comunista Sirio (Unificado)                                     | Hanin Nimir                 | Participó     |
| Sri Lanka       | Partido Comunista de Sri Lanka                                          | Darrel Chandra Raja         | Participó     |
| Sudáfrica       | Partido Comunista Sudafricano                                           | Blade Nzimande              | Participó     |
| Sudán           | Partido Comunista de Sudán                                              | Muhammad Mukhtar Al-Khatib  | Participó     |
| Suecia          | Partido Comunista de Suecia                                             | Victor Diaz de Filippi      | Participó     |
| Tayikistán      | Partido Comunista de Tayikistán                                         | Miroj Abdulloev             | Envió mensaje |
| Turquía         | Partido Comunista de Turquía                                            | Kemal Okuyan                | Participó     |
| Unión Soviética | Unión de Partidos Comunistas                                            | Kazbek Taisaev              | Participó     |
| Venezuela       | Partido Comunista de Venezuela                                          | Oscar Figuera               | Envió mensaje |
| Vietnam         | Partido Comunista de Vietnam                                            | Nguyễn Phú Trọng            | Participó     |

### Participantes en la XVIII Conferencia del EIPCO (2016)
La siguiente tabla es una lista de participantes en la XVII Conferencia del EIPCO, celebrada entre el 28 y el 30 de octubre de 2016 en Hanói (Vietnam).
| País            | Partido                                                                  | Líder                       | Participación |
| --------------- | ------------------------------------------------------------------------ | --------------------------- | ------------- |
| Alemania        | Partido Comunista Alemán                                                 | Bettina Jürgensen           | Participó     |
| Argelia         | Partido Argelino para la Democracia y el Socialismo                      | Liderazgo colectivo         | Participó     |
| Argentina       | Partido Comunista de la Argentina                                        | Patricio Echegaray          | Participó     |
| Australia       | Partido Comunista de Australia                                           | Bob Britton                 | Participó     |
| Austria         | Partido del Trabajo de Austria                                           | Otto Bruckner               | Participó     |
| Bangladés       | Partido de los Trabajadores de Bangladés                                 | Sayed Abu Zafar             | Participó     |
| Bélgica         | Partido del Trabajo de Bélgica                                           | Peter Mertens               | Participó     |
| Bielorrusia     | Partido Comunista de Bielorrusia                                         | Igor Karpenko               | Participó     |
| Brasil          | Partido Comunista Brasileño                                              | Ivan Pinheiro               | Participó     |
| Brasil          | Partido Comunista de Brasil                                              | José Renato Rabelo          | Participó     |
| Canadá          | Partido Comunista de Canadá                                              | Miguel Figueroa             | Participó     |
| Chile           | Partido Comunista de Chile                                               | Lautaro Carmona             | Participó     |
| China           | Partido Comunista de China                                               | Xi Jinping                  | Participó     |
| Chipre          | Partido Progresista del Pueblo Obrero (AKEL)                             | Andros Kyprianou            | Participó     |
| Corea del Norte | Partido del Trabajo de Corea                                             | Kim Jong-un                 | Participó     |
| Croacia         | Partido Socialista de los Trabajadores de Croacia                        | Iván Plješa                 | Participó     |
| Cuba            | Partido Comunista de Cuba                                                | Raúl Castro                 | Participó     |
| Dinamarca       | Partido Comunista en Dinamarca                                           | Betty Frydensbjerg Carlsson | Participó     |
| Dinamarca       | Partido Comunista de Dinamarca                                           | Henrik Stamer Hedin         | Participó     |
| Ecuador         | Partido Comunista del Ecuador                                            | Winston Alarcón Elizalde    | Participó     |
| España          | Partido Comunista de España                                              | José Luis Centella          | Participó     |
| España          | Partido Comunista de los Pueblos de España                               | Carmelo Suárez              | Participó     |
| Estados Unidos  | Partido Comunista de los Estados Unidos                                  | John Bachtell               | Participó     |
| Filipinas       | Partido Comunista de Filipinas (PKP-1930)                                | Pedro P. Baguisa            | Participó     |
| Finlandia       | Partido Comunista de Finlandia                                           | Juha-Pekka Väisänen         | Participó     |
| Francia         | Partido Comunista Francés                                                | Pierre Laurent              | Participó     |
| Georgia         | Partido Comunista Unificado de Georgia                                   | Panteleimon Giorgiadze      | Participó     |
| Grecia          | Partido Comunista de Grecia                                              | Dimitris Koutsoumpas        | Participó     |
| Guyana          | Partido Progresista del Pueblo                                           | Carlisle Vyphuis            | Participó     |
| Hungría         | Partido Comunista Obrero Húngaro                                         | Gyula Thürmer               | Participó     |
| India           | Partido Comunista de la India                                            | Suravaram Sudhakar Reddy    | Participó     |
| India           | Partido Comunista de la India (Marxista)                                 | Sitaram Yechury             | Participó     |
| Irán            | Partido del Trabajo de Irán (Tudeh)                                      | Mohamad Omidvar             | Participó     |
| Irak            | Partido Comunista Iraquí                                                 | Hamid Majid Mousa           | Participó     |
| Irlanda         | Partido Comunista de Irlanda                                             | Eugene McCartan             | Participó     |
| Irlanda         | Partido de los Trabajadores de Irlanda                                   | Mick Finnegan               | Participó     |
| Israel          | Partido Comunista de Israel                                              | Liderazgo colectivo         | Participó     |
| Jordania        | Partido Comunista Jordano                                                | Faraj al-Tameezi            | Participó     |
| Laos            | Partido Popular Revolucionario de Laos                                   | Choummaly Sayasone          | Participó     |
| Líbano          | Partido Comunista Libanés                                                | Khaled Hadadi               | Participó     |
| Noruega         | Partido Comunista de Noruega                                             | Runa Evesen                 | Participó     |
| Pakistán        | Partido Comunista de Pakistán                                            | Jameel Ahmad Malik          | Participó     |
| Palestina       | Partido Popular Palestino                                                | Bassam as-Salhi             | Participó     |
| Palestina       | Partido Comunista Palestino                                              | Desconocido                 | Participó     |
| Portugal        | Partido Comunista Portugués                                              | Jerónimo de Sousa           | Participó     |
| Reino Unido     | Partido Comunista Británico                                              | Robert Griffiths            | Participó     |
| República Checa | Partido Comunista de Bohemia y Moravia                                   | Vojtěch Filip               | Participó     |
| Rusia           | Partido Comunista de la Federación Rusa                                  | Guennadi Ziugánov           | Participó     |
| Rusia           | Partido Comunista Obrero Ruso - Partido Revolucionario de los Comunistas | Viktor Tyulkin              | Participó     |
| Rusia           | Partido Comunista de la Unión Soviética                                  | Sergey Alexandrov           | Participó     |
| Serbia          | Nuevo Partido Comunista de Yugoslavia                                    | Batrić Mijović              | Participó     |
| Sri Lanka       | Partido Comunista de Sri Lanka                                           | D. E. W. Gunasekera         | Participó     |
| Sudáfrica       | Partido Comunista Sudafricano                                            | Blade Nzimande              | Participó     |
| Suecia          | Partido Comunista de Suecia                                              | Victor Diaz de Filippi      | Participó     |
| Turquía         | Partido Comunista (Turquía)                                              | Liderazgo colectivo         | Participó     |
| Ucrania         | Partido Comunista de Ucrania                                             | Petro Simonenko             | Participó     |
| Venezuela       | Partido Comunista de Venezuela                                           | Oscar Figuera               | Participó     |
| Vietnam         | Partido Comunista de Vietnam                                             | Nguyễn Phú Trọng            | Participó     |

### Participantes en la XVII Conferencia del EIPCO (2015)
La siguiente tabla es una lista de participantes en la XVII Conferencia del EIPCO, celebrada entre el 30 de octubre y el 1 de noviembre de 2015 en Estambul (Turquía).
| País            | Partido                                                                  | Líder                       | Participación |
| --------------- | ------------------------------------------------------------------------ | --------------------------- | ------------- |
| Alemania        | Partido Comunista Alemán                                                 | Bettina Jürgensen           | Participó     |
| Argelia         | Partido Argelino para la Democracia y el Socialismo                      | Liderazgo colectivo         | Participó     |
| Azerbaiyán      | Partido Comunista de Azerbaiyán                                          | Rauf Gurbanov               | Participó     |
| Bangladés       | Partido de los Trabajadores de Bangladés                                 | Sayed Abu Zafar             | Participó     |
| Bélgica         | Partido del Trabajo de Bélgica                                           | Peter Mertens               | Participó     |
| Brasil          | Partido Comunista Brasileño                                              | Ivan Pinheiro               | Participó     |
| Brasil          | Partido Comunista de Brasil                                              | José Renato Rabelo          | Participó     |
| Bulgaria        | Partido Comunista de Bulgaria                                            | Aleksandar Paunov           | Participó     |
| Canadá          | Partido Comunista de Canadá                                              | Miguel Figueroa             | Participó     |
| China           | Partido Comunista de China                                               | Xi Jinping                  | Participó     |
| Chipre          | Partido Progresista del Pueblo Obrero (AKEL)                             | Andros Kyprianou            | Participó     |
| Croacia         | Partido Socialista de los Trabajadores de Croacia                        | Ivan Plješa                 | Participó     |
| Cuba            | Partido Comunista de Cuba                                                | Raúl Castro                 | Participó     |
| Dinamarca       | Partido Comunista en Dinamarca                                           | Betty Frydensbjerg Carlsson | Participó     |
| Dinamarca       | Partido Comunista de Dinamarca                                           | Henrik Stamer Hedin         | Participó     |
| España          | Partido Comunista de España                                              | José Luis Centella          | Participó     |
| España          | Partido Comunista de los Pueblos de España                               | Carmelo Suárez              | Participó     |
| Filipinas       | Partido Comunista de Filipinas (PKP-1930)                                | Pedro P. Baguisa            | Envió mensaje |
| Finlandia       | Partido Comunista de Finlandia (Unidad)                                  | Yrjö Hakanen                | Participó     |
| Georgia         | Partido Comunista Unificado de Georgia                                   | Panteleimon Giorgiadze      | Participó     |
| Grecia          | Partido Comunista de Grecia                                              | Dimitris Koutsoumpas        | Participó     |
| Hungría         | Partido Comunista Obrero Húngaro                                         | Gyula Thürmer               | Participó     |
| India           | Partido Comunista de la India                                            | Suravaram Sudhakar Reddy    | Participó     |
| India           | Partido Comunista de la India (Marxista)                                 | Sitaram Yechury             | Participó     |
| Irán            | Partido del Trabajo de Irán (Tudeh)                                      | Mohamad Omidvar             | Participó     |
| Irak            | Partido Comunista Iraquí                                                 | Hamid Majid Mousa           | Participó     |
| Irak            | Partido Comunista de Kurdistán-Irak                                      | Kamal Shakir                | Participó     |
| Irlanda         | Partido Comunista de Irlanda                                             | Eugene McCartan             | Participó     |
| Irlanda         | Partido de los Trabajadores de Irlanda                                   | Mick Finnegan               | Participó     |
| Israel          | Partido Comunista de Israel                                              | Liderazgo colectivo         | Participó     |
| Kazajistán      | Partido Comunista de Kazajistán                                          | Gaziz Aldamzharov           | Participó     |
| Laos            | Partido Popular Revolucionario de Laos                                   | Choummaly Sayasone          | Participó     |
| Líbano          | Partido Comunista Libanés                                                | Khaled Hadadi               | Participó     |
| Lituania        | Frente Socialista Popular                                                | Edikas Jagelavičius         | Participó     |
| Macedonia       | Partido Comunista de Macedonia                                           | Desconocido                 | Participó     |
| México          | Partido Comunista de México                                              | Pável Blanco Cabrera        | Participó     |
| Países Bajos    | Nuevo Partido Comunista de los Países Bajos                              | Job Pruijser                | Participó     |
| Noruega         | Partido Comunista de Noruega                                             | Runa Evesen                 | Participó     |
| Palestina       | Partido Popular Palestino                                                | Bassam as-Salhi             | Participó     |
| Palestina       | Partido Comunista Palestino                                              | Desconocido                 | Participó     |
| Reino Unido     | Partido Comunista Británico                                              | Robert Griffiths            | Participó     |
| República Checa | Partido Comunista de Bohemia y Moravia                                   | Vojtěch Filip               | Participó     |
| Rusia           | Partido Comunista de la Federación Rusa                                  | Guennadi Ziugánov           | Participó     |
| Rusia           | Partido Comunista Obrero Ruso - Partido Revolucionario de los Comunistas | Viktor Tyulkin              | Participó     |
| Rusia           | Partido Comunista de la Unión Soviética                                  | Sergey Alexandrov           | Participó     |
| Portugal        | Partido Comunista Portugués                                              | Jerónimo de Sousa           | Participó     |
| Serbia          | Partido Comunista (Serbia)                                               | Josip Joška Broz            | Envió mensaje |
| Sudáfrica       | Partido Comunista Sudafricano                                            | Blade Nzimande              | Participó     |
| Sudán           | Partido Comunista de Sudán                                               | Muhammad Mukhtar Al-Khatib  | Participó     |
| Suecia          | Partido Comunista de Suecia                                              | Victor Diaz de Filippi      | Participó     |
| Siria           | Partido Comunista Sirio (Unificado)                                      | Hanin Nimir                 | Participó     |
| Tayikistán      | Partido Comunista de Tayikistán                                          | Shodi Shabdolov             | Envió mensaje |
| Turquía         | Partido Comunista (Turquía)                                              | Liderazgo colectivo         | Participó     |
| Ucrania         | Partido Comunista de Ucrania                                             | Petro Simonenko             | Participó     |
| Ucrania         | Unión de los Comunistas de Ucrania                                       | Liderazgo colectivo         | Participó     |
| Venezuela       | Partido Comunista de Venezuela                                           | Oscar Figuera               | Envió mensaje |
| Vietnam         | Partido Comunista de Vietnam                                             | Nguyễn Phú Trọng            | Participó     |

### Participantes en la XVI Conferencia del EIPCO (2014)
La siguiente tabla es una lista de participantes en la XVI Conferencia del EIPCO, celebrada entre los días 13 y 15 de noviembre de 2014 en Guayaquil (Ecuador).
| País            | Partido                                                                  | Líder                       | Participación |
| --------------- | ------------------------------------------------------------------------ | --------------------------- | ------------- |
| Argentina       | Partido Comunista de la Argentina                                        | Patricio Echegaray          | Participó     |
| Australia       | Partido Comunista de Australia                                           | Bob Briton                  | Envió mensaje |
| Baréin          | Tribuna Democrática Progresista                                          | Hassan Madan                | Participó     |
| Bélgica         | Partido del Trabajo de Bélgica                                           | Peter Mertens               | Participó     |
| Bielorrusia     | Partido Comunista de Bielorrusia                                         | Igor Karpenko               | Participó     |
| Bolivia         | Partido Comunista de Bolivia                                             | Desconocido                 | Participó     |
| Brasil          | Partido Comunista Brasileño                                              | Ivan Pinheiro               | Participó     |
| Brasil          | Partido Comunista de Brasil                                              | José Renato Rabelo          | Participó     |
| Canadá          | Partido Comunista de Canadá                                              | Miguel Figueroa             | Participó     |
| China           | Partido Comunista de China                                               | Xi Jinping                  | Participó     |
| Chipre          | Partido Progresista del Pueblo Obrero (AKEL)                             | Andros Kyprianou            | Participó     |
| Colombia        | Partido Comunista Colombiano                                             | Jaime Caycedo               | Participó     |
| Corea del Norte | Partido del Trabajo de Corea                                             | Kim Jong-un                 | Participó     |
| Costa Rica      | Vanguardia Popular                                                       | Humberto Vargas Carbonell   | Participó     |
| Cuba            | Partido Comunista de Cuba                                                | Raúl Castro                 | Participó     |
| Dinamarca       | Partido Comunista en Dinamarca                                           | Betty Frydensbjerg Carlsson | Participó     |
| Dinamarca       | Partido Comunista de Dinamarca                                           | Henrik Stamer Hedin         | Participó     |
| Ecuador         | Partido Comunista del Ecuador                                            | Winston Alarcón Elizalde    | Participó     |
| España          | Partido Comunista de España                                              | José Luis Centella          | Participó     |
| España          | Partido Comunista de los Pueblos de España                               | Carmelo Suárez              | Participó     |
| España          | Comunistas de Cataluña                                                   | Joan Josep Nuet             | Participó     |
| Estados Unidos  | Partido Comunista de los Estados Unidos                                  | John Bachtell               | Participó     |
| Finlandia       | Partido Comunista de Finlandia (Unidad)                                  | Yrjö Hakanen                | Participó     |
| Francia         | Partido Comunista Francés                                                | Pierre Laurent              | Participó     |
| Grecia          | Partido Comunista de Grecia                                              | Dimitris Kutsumbas          | Participó     |
| Hungría         | Partido Comunista Obrero Húngaro                                         | Gyula Thürmer               | Participó     |
| India           | Partido Comunista de la India                                            | Suravaram Sudhakar Reddy    | Participó     |
| Irlanda         | Partido Comunista de Irlanda                                             | Eugene McCartan             | Participó     |
| Italia          | Partido de los Comunistas Italianos                                      | Oliviero Diliberto          | Participó     |
| Jordania        | Partido Comunista Jordano                                                | Munir Hamarneh              | Participó     |
| Laos            | Partido Popular Revolucionario de Laos                                   | Choummaly Sayasone          | Participó     |
| Líbano          | Partido Comunista Libanés                                                | Khaled Hadadi               | Participó     |
| Lituania        | Frente Socialista Popular                                                | Algirdas Paleckis           | Participó     |
| México          | Partido Comunista de México                                              | Pável Blanco                | Participó     |
| Noruega         | Partido Comunista de Noruega                                             | Jørgen Hovde                | Participó     |
| Palestina       | Partido Comunista Palestino                                              | Desconocido                 | Participó     |
| Panamá          | Partido del Pueblo de Panamá                                             | Vicente Tello               | Participó     |
| Perú            | Partido Comunista Peruano                                                | Roberto de la Cruz Huamán   | Participó     |
| Perú            | Partido Comunista del Perú - Patria Roja                                 | Alberto Moreno              | Participó     |
| Portugal        | Partido Comunista Portugués                                              | Jerónimo de Sousa           | Participó     |
| Reino Unido     | Partido Comunista Británico                                              | Robert Griffiths            | Participó     |
| República Checa | Partido Comunista de Bohemia y Moravia                                   | Vojtěch Filip               | Participó     |
| Rusia           | Partido Comunista de la Federación Rusa                                  | Guennadi Ziugánov           | Participó     |
| Rusia           | Partido Comunista Obrero Ruso - Partido Revolucionario de los Comunistas | Viktor Tyulkin              | Participó     |
| Siria           | Partido Comunista Sirio (Unificado)                                      | Hanin Nimir                 | Participó     |
| Sudáfrica       | Partido Comunista Sudafricano                                            | Blade Nzimande              | Participó     |
| Turquía         | Partido Comunista de Turquía                                             | Liderazgo colectivo         | Participó     |
| Vietnam         | Partido Comunista de Vietnam                                             | Nguyễn Phú Trọng            | Participó     |

### Participantes en la XV Conferencia del EIPCO (2013)
La siguiente tabla es una lista de participantes en la XIV Conferencia del EIPCO, celebrada entre el 8 y el 10 de noviembre de 2013 en Lisboa (Portugal).
| País            | Partido                                                                 | Líder                       | Participación |
| --------------- | ----------------------------------------------------------------------- | --------------------------- | ------------- |
| Argelia         | Partido Argelino para la Democracia y el Socialismo                     | Liderazgo colectivo         | Participó     |
| Argentina       | Partido Comunista de la Argentina                                       | Patricio Echegaray          | Participó     |
| Australia       | Partido Comunista de Australia                                          | Bob Briton                  | Envió mensaje |
| Azerbaiyán      | Partido Comunista de Azerbaiyán                                         | Rauf Gurbanov               | Participó     |
| Baréin          | Tribuna Democrática Progresista                                         | Hassan Madan                | Participó     |
| Bélgica         | Partido del Trabajo de Bélgica                                          | Peter Mertens               | Participó     |
| Bielorrusia     | Partido Comunista de Bielorrusia                                        | Igor Karpenko               | Participó     |
| Brasil          | Partido Comunista Brasileño                                             | Ivan Pinheiro               | Participó     |
| Brasil          | Partido Comunista de Brasil                                             | José Renato Rabelo          | Participó     |
| Bulgaria        | Partido Comunista de Bulgaria                                           | Aleksandar Paunov           | Participó     |
| Canadá          | Partido Comunista de Canadá                                             | Miguel Figueroa             | Participó     |
| Chile           | Partido Comunista de Chile                                              | Lautaro Carmona             | Participó     |
| China           | Partido Comunista de China                                              | Xi Jinping                  | Participó     |
| Chipre          | Partido Progresista del Pueblo Obrero (AKEL)                            | Andros Kyprianou            | Participó     |
| Corea del Norte | Partido del Trabajo de Corea                                            | Kim Jong-un                 | Participó     |
| Costa Rica      | Vanguardia Popular                                                      | Humberto Vargas Carbonell   | Envió mensaje |
| Cuba            | Partido Comunista de Cuba                                               | Raúl Castro                 | Participó     |
| Dinamarca       | Partido Comunista en Dinamarca                                          | Betty Frydensbjerg Carlsson | Participó     |
| Dinamarca       | Partido Comunista de Dinamarca                                          | Henrik Stamer Hedin         | Participó     |
| Ecuador         | Partido Comunista Ecuatoriano                                           | Winston Alarcón Elizalde    | Participó     |
| Egipto          | Partido Comunista de Egipto                                             | Liderazgo colectivo         | Participó     |
| España          | Partido Comunista de España                                             | José Luis Centella          | Participó     |
| España          | Partido Comunista de los Pueblos de España                              | Carmelo Suárez              | Participó     |
| España          | Partido de los Comunistas de Cataluña                                   | Liderazgo colectivo         | Participó     |
| Estados Unidos  | Partido Comunista de los Estados Unidos                                 | Sam Webb                    | Participó     |
| Finlandia       | Partido Comunista de Finlandia (Unidad)                                 | Yrjö Hakanen                | Participó     |
| Francia         | Partido Comunista Francés                                               | Pierre Laurent              | Participó     |
| Georgia         | Partido Comunista Unificado de Georgia                                  | Panteleimon Giorgiadze      | Participó     |
| Grecia          | Partido Comunista de Grecia                                             | Aleka Papariga              | Participó     |
| Guyana          | Partido Progresista del Pueblo                                          | Donald Ramotar              | Participó     |
| Hungría         | Partido Comunista Obrero Húngaro                                        | Gyula Thürmer               | Participó     |
| India           | Partido Comunista de la India                                           | Suravaram Sudhakar Reddy    | Participó     |
| Irán            | Partido del Trabajo de Irán (Tudeh)                                     | Mohammad Omidvar            | Participó     |
| Irak            | Partido Comunista Iraquí                                                | Hamid Majid Mousa           | Participó     |
| Irlanda         | Partido Comunista de Irlanda                                            | Eugene McCartan             | Participó     |
| Irlanda         | Partido de los Trabajadores de Irlanda                                  | Mick Finnegan               | Participó     |
| Israel          | Partido Comunista de Israel                                             | Liderazgo colectivo         | Participó     |
| Italia          | Partido de los Comunistas Italianos                                     | Oliviero Diliberto          | Participó     |
| Laos            | Partido Popular Revolucionario de Laos                                  | Choummaly Sayasone          | Participó     |
| Líbano          | Partido Comunista Libanés                                               | Khaled Hadadi               | Participó     |
| Luxemburgo      | Partido Comunista de Luxemburgo                                         | Ali Ruckert                 | Envió mensaje |
| Malta           | Partido Comunista Maltés                                                | Victor Degiovanni           | Envió mensaje |
| México          | Partido Comunista de México                                             | Pável Blanco Cabrera        | Participó     |
| Moldavia        | Partido de los Comunistas de la República de Moldavia                   | Vladimir Voronin            | Participó     |
| Noruega         | Partido Comunista de Noruega                                            | Jørgen Hovde                | Participó     |
| Países Bajos    | Nuevo Partido Comunista de los Países Bajos                             | Job Pruijser                | Participó     |
| Pakistán        | Partido Comunista de Pakistán                                           | Imdad Qazi                  | Envió mensaje |
| Palestina       | Partido Popular Palestino                                               | Bassam as-Salhi             | Participó     |
| Palestina       | Partido Comunista Palestino                                             | Desconocido                 | Participó     |
| Panamá          | Partido del Pueblo de Panamá                                            | Vicente Tello               | Participó     |
| Perú            | Partido Comunista Peruano                                               | Roberto de la Cruz Huamán   | Participó     |
| Polonia         | Partido Comunista de Polonia                                            | Krzysztof Szwej             | Participó     |
| Portugal        | Partido Comunista Portugués                                             | Jerónimo de Sousa           | Participó     |
| Reino Unido     | Partido Comunista Británico                                             | Robert Griffiths            | Participó     |
| República Checa | Partido Comunista de Bohemia y Moravia                                  | Vojtěch Filip               | Participó     |
| Rumanía         | Partido de la Alianza Socialista                                        | Desconocido                 | Participó     |
| Rusia           | Partido Comunista de la Federación Rusa                                 | Guennadi Ziugánov           | Participó     |
| Rusia           | Partido Comunista Obrero Ruso - Partido Comunista de la Unión Soviética | Viktor Tyulkin              | Participó     |
| Rusia           | Partido Comunista de la Unión Soviética-Unión de Partidos Comunistas    | Sergey Alexandrov           | Participó     |
| Serbia          | Nuevo Partido Comunista de Yugoslavia                                   | Batrić Mijović              | Participó     |
| Sudáfrica       | Partido Comunista Sudafricano                                           | Blade Nzimande              | Participó     |
| Sudán           | Partido Comunista de Sudán                                              | Muhammad Mukhtar Al-Khatib  | Participó     |
| Siria           | Partido Comunista Sirio (Bakdash)                                       | Ammar Bakdash               | Participó     |
| Sri Lanka       | Partido Comunista de Sri Lanka                                          | D. E. W. Gunasekera         | Participó     |
| Sudán           | Partido Comunista de Sudán                                              | Muhammad Mukhtar Al-Khatib  | Participó     |
| Suecia          | Partido Comunista de Suecia                                             | Victor Diaz de Filippi      | Envió mensaje |
| Tayikistán      | Partido Comunista de Tayikistán                                         | Shodi Shabdolov             | Participó     |
| Turquía         | Partido Comunista de Turquía                                            | Liderazgo colectivo         | Participó     |
| Turquía         | Partido del Trabajo (Turquía)                                           | Selma Gürkan                | Participó     |
| Ucrania         | Partido Comunista de Ucrania                                            | Petro Simonenko             | Participó     |

### Participantes en la XIV Conferencia del EIPCO (2012)
La siguiente tabla es una lista de participantes en la XIV Conferencia del EIPCO, celebrada entre el 22 y el 25 de noviembre de 2012 en Beirut (Líbano).
| País            | Partido                                                                  | Líder                       | Participación |
| --------------- | ------------------------------------------------------------------------ | --------------------------- | ------------- |
| Argelia         | Partido Argelino para la Democracia y el Socialismo                      | Liderazgo colectivo         | Participó     |
| Australia       | Partido Comunista de Australia                                           | Bob Briton                  | Envió mensaje |
| Azerbaiyán      | Partido Comunista de Azerbaiyán                                          | Rauf Gurbanov               | Participó     |
| Baréin          | Tribuna Democrática Progresista                                          | Hassan Madan                | Participó     |
| Bangladés       | Partido Comunista de Bangladés                                           | Mujahidul Islam Selim       | Participó     |
| Bangladés       | Partido de los Trabajadores de Bangladés                                 | Sayed Abu Zafar             | Participó     |
| Bélgica         | Partido del Trabajo de Bélgica                                           | Peter Mertens               | Participó     |
| Bielorrusia     | Partido Comunista de Bielorrusia                                         | Igor Karpenko               | Participó     |
| Bolivia         | Partido Comunista de Bolivia                                             | Desconocido                 | Envió mensaje |
| Brasil          | Partido Comunista Brasileño                                              | Ivan Pinheiro               | Participó     |
| Brasil          | Partido Comunista de Brasil                                              | José Renato Rabelo          | Participó     |
| Canadá          | Partido Comunista de Canadá                                              | Miguel Figueroa             | Participó     |
| Chile           | Partido Comunista de Chile                                               | Guillermo Teillier          | Envió mensaje |
| China           | Partido Comunista de China                                               | Xi Jinping                  | Participó     |
| Chipre          | Partido Progresista del Pueblo Obrero (AKEL)                             | Andros Kyprianou            | Participó     |
| Croacia         | Partido Socialista de los Trabajadores de Croacia                        | Ivan Plješa                 | Participó     |
| Cuba            | Partido Comunista de Cuba                                                | Raúl Castro                 | Participó     |
| Dinamarca       | Partido Comunista en Dinamarca                                           | Betty Frydensbjerg Carlsson | Participó     |
| Dinamarca       | Partido Comunista de Dinamarca                                           | Henrik Stamer Hedin         | Participó     |
| Egipto          | Partido Comunista de Egipto                                              | Liderazgo colectivo         | Participó     |
| España          | Partido Comunista de España                                              | José Luis Centella          | Participó     |
| España          | Partido Comunista de los Pueblos de España                               | Carmelo Suárez              | Participó     |
| España          | Partido de los Comunistas de Cataluña                                    | Liderazgo colectivo         | Participó     |
| Finlandia       | Partido Comunista de Finlandia (Unidad)                                  | Yrjö Hakanen                | Participó     |
| Francia         | Partido Comunista Francés                                                | Pierre Laurent              | Participó     |
| Georgia         | Partido Comunista Unificado de Georgia                                   | Panteleimon Giorgiadze      | Participó     |
| Grecia          | Partido Comunista de Grecia                                              | Aleka Papariga              | Participó     |
| Hungría         | Partido Comunista Obrero Húngaro                                         | Gyula Thürmer               | Participó     |
| India           | Partido Comunista de la India                                            | Suravaram Sudhakar Reddy    | Participó     |
| India           | Partido Comunista de la India (Marxista)                                 | Sitaram Yechury             | Participó     |
| Irán            | Partido del Trabajo de Irán (Tudeh)                                      | Mohammad Omidvar            | Envió mensaje |
| Irak            | Partido Comunista Iraquí                                                 | Hamid Majid Mousa           | Participó     |
| Irak            | Partido Comunista de Kurdistán-Irak                                      | Kamal Shakir                | Participó     |
| Irlanda         | Partido Comunista de Irlanda                                             | Eugene McCartan             | Participó     |
| Irlanda         | Partido de los Trabajadores de Irlanda                                   | Mick Finnegan               | Participó     |
| Italia          | Partido de la Refundación Comunista                                      | Paolo Ferrero               | Participó     |
| Italia          | Partido de los Comunistas Italianos                                      | Oliviero Diliberto          | Participó     |
| Jordania        | Partido Comunista Jordano                                                | Munir Hamarneh              | Participó     |
| Líbano          | Partido Comunista Libanés                                                | Khaled Hadadi               | Participó     |
| Luxemburgo      | Partido Comunista de Luxemburgo                                          | Ali Ruckert                 | Envió mensaje |
| Malta           | Partido Comunista Maltés                                                 | Victor Degiovanni           | Envió mensaje |
| México          | Partido Comunista de México                                              | Pável Blanco Cabrera        | Participó     |
| Nepal           | Partido Comunista de Nepal (Marxista-Leninista Unificado)                | Jhala Nath Khanal           | Participó     |
| Noruega         | Partido Comunista de Noruega                                             | Jørgen Hovde                | Participó     |
| Países Bajos    | Nuevo Partido Comunista de los Países Bajos                              | Job Pruijser                | Participó     |
| Pakistán        | Partido Comunista de Pakistán                                            | Imdad Qazi                  | Envió mensaje |
| Palestina       | Partido Popular Palestino                                                | Bassam as-Salhi             | Participó     |
| Palestina       | Partido Comunista Palestino                                              | Desconocido                 | Participó     |
| Reino Unido     | Partido Comunista Británico                                              | Robert Griffiths            | Participó     |
| República Checa | Partido Comunista de Bohemia y Moravia                                   | Vojtěch Filip               | Participó     |
| Rusia           | Partido Comunista de la Federación Rusa                                  | Guennadi Ziugánov           | Participó     |
| Rusia           | Partido Comunista Obrero Ruso - Partido Revolucionario de los Comunistas | Viktor Tyulkin              | Participó     |
| Rusia           | Partido Comunista de la Unión Soviética                                  | Sergey Alexandrov           | Participó     |
| Portugal        | Partido Comunista Portugués                                              | Jerónimo de Sousa           | Participó     |
| Serbia          | Nuevo Partido Comunista de Yugoslavia                                    | Batrić Mijović              | Participó     |
| Sudáfrica       | Partido Comunista Sudafricano                                            | Blade Nzimande              | Participó     |
| Sudán           | Partido Comunista de Sudán                                               | Muhammad Mukhtar Al-Khatib  | Participó     |
| Suecia          | Partido Comunista de Suecia                                              | Victor Diaz de Filippi      | Participó     |
| Siria           | Partido Comunista Sirio (Bakdash)                                        | Ammar Bakdash               | Participó     |
| Siria           | Partido Comunista Sirio (Unificado)                                      | Hanin Nimir                 | Participó     |
| Sri Lanka       | Partido Comunista de Sri Lanka                                           | D. E. W. Gunasekera         | Participó     |
| Sudán           | Partido Comunista de Sudán                                               | Muhammad Mukhtar Al-Khatib  | Participó     |
| Suecia          | Partido Comunista de Suecia                                              | Victor Diaz de Filippi      | Participó     |
| Turquía         | Partido Comunista de Turquía                                             | Liderazgo colectivo         | Participó     |
| Turquía         | Partido del Trabajo (Turquía)                                            | Selma Gürkan                | Participó     |
| Ucrania         | Partido Comunista de Ucrania                                             | Petro Simonenko             | Participó     |
| Ucrania         | Unión de los Comunistas de Ucrania                                       | Liderazgo colectivo         | Participó     |
| Vietnam         | Partido Comunista de Vietnam                                             | Nguyễn Phú Trọng            | Participó     |

### Participantes en la XIII Conferencia del EIPCO (2011)
La siguiente tabla es una lista de participantes en la XIII Conferencia del EIPCO, celebrada entre el 9 y el 11 de diciembre de 2011 en Atenas (Grecia). Bajo el lema "¡El socialismo es el futuro!", acudieron 80 partidos presencialmente y otros 8 enviaron un mensaje. La organización anfitriona fue la del Partido Comunista de Grecia (KKE).
| País            | Partido                                                                  | Líder                       | Participación |
| --------------- | ------------------------------------------------------------------------ | --------------------------- | ------------- |
| Albania         | Partido Comunista de Albania (1991)                                      | Hysni Milloshi              | Participó     |
| Argelia         | Partido Argelino para la Democracia y el Socialismo                      | Liderazgo colectivo         | Participó     |
| Argentina       | Partido Comunista de la Argentina                                        | Patricio Echegaray          | Envió mensaje |
| Armenia         | Partido Comunista Armenio                                                | Ruben Tovmasyan             | Participó     |
| Australia       | Partido Comunista de Australia                                           | Hannah Middleton            | Participó     |
| Azerbaiyán      | Partido Comunista de Azerbaiyán                                          | Rauf Gurbanov               | Participó     |
| Bangladés       | Partido Comunista de Bangladés                                           | Mujahidul Islam Selim       | Participó     |
| Bangladés       | Partido de los Trabajadores de Bangladés                                 | Sayed Abu Zafar             | Participó     |
| Bélgica         | Partido Comunista (Valonia)                                              | Pierre Beauvois             | Participó     |
| Bélgica         | Partido del Trabajo de Bélgica                                           | Peter Mertens               | Participó     |
| Bielorrusia     | Partido Comunista de Bielorrusia                                         | Igor Karpenko               | Participó     |
| Bolivia         | Partido Comunista de Bolivia                                             | Desconocido                 | Envió mensaje |
| Brasil          | Partido Comunista Brasileño                                              | Ivan Pinheiro               | Participó     |
| Brasil          | Partido Comunista de Brasil                                              | José Renato Rabelo          | Participó     |
| Bulgaria        | Partido Comunista de Bulgaria                                            | Aleksandar Paunov           | Participó     |
| Bulgaria        | Partido de los Comunistas Búlgaros                                       | Mincho Minchev Petrov       | Participó     |
| Canadá          | Partido Comunista de Canadá                                              | Miguel Figueroa             | Participó     |
| Chipre          | Partido Progresista del Pueblo Obrero (AKEL)                             | Andros Kyprianou            | Participó     |
| Corea del Norte | Partido del Trabajo de Corea                                             | Kim Jong-il                 | Participó     |
| Croacia         | Partido Socialista de los Trabajadores de Croacia                        | Ivan Plješa                 | Participó     |
| Cuba            | Partido Comunista de Cuba                                                | Raúl Castro                 | Participó     |
| Dinamarca       | Partido Comunista en Dinamarca                                           | Betty Frydensbjerg Carlsson | Participó     |
| Dinamarca       | Partido Comunista de Dinamarca                                           | Henrik Stamer Hedin         | Participó     |
| Egipto          | Partido Comunista de Egipto                                              | Liderazgo colectivo         | Participó     |
| España          | Partido Comunista de España                                              | José Luis Centella          | Participó     |
| España          | Partido Comunista de los Pueblos de España                               | Carmelo Suárez              | Participó     |
| España          | Partido de los Comunistas de Cataluña                                    | Liderazgo colectivo         | Participó     |
| Estados Unidos  | Partido Comunista de los Estados Unidos                                  | Sam Webb                    | Participó     |
| Finlandia       | Partido Comunista de Finlandia (Unidad)                                  | Yrjö Hakanen                | Participó     |
| Francia         | Partido Comunista Francés                                                | Pierre Laurent              | Participó     |
| Georgia         | Partido Comunista Unificado de Georgia                                   | Nugzar Shalvovich Avaliani  | Participó     |
| Grecia          | Partido Comunista de Grecia                                              | Aleka Papariga              | Participó     |
| Guyana          | Partido Progresista del Pueblo                                           | Donald Ramotar              | Participó     |
| Hungría         | Partido Comunista Obrero Húngaro                                         | Gyula Thürmer               | Participó     |
| India           | Partido Comunista de la India                                            | Ardhendu Bhushan Bardhan    | Participó     |
| India           | Partido Comunista de la India (Marxista)                                 | Prakash Karat               | Participó     |
| Irán            | Partido del Trabajo de Irán (Tudeh)                                      | Ali Khavari                 | Envió mensaje |
| Irak            | Partido Comunista Iraquí                                                 | Hamid Majid Mousa           | Envió mensaje |
| Irlanda         | Partido Comunista de Irlanda                                             | Eugene McCartan             | Participó     |
| Irlanda         | Partido de los Trabajadores de Irlanda                                   | Mick Finnegan               | Participó     |
| Italia          | Partido de la Refundación Comunista                                      | Paolo Ferrero               | Participó     |
| Italia          | Partido de los Comunistas Italianos                                      | Oliviero Diliberto          | Participó     |
| Jordania        | Partido Comunista Jordano                                                | Munir Hamarneh              | Participó     |
| Laos            | Partido Popular Revolucionario de Laos                                   | Choummaly Sayasone          | Participó     |
| Letonia         | Partido Socialista de Letonia                                            | Alfrēds Rubiks              | Participó     |
| Líbano          | Partido Comunista Libanés                                                | Khaled Hadadi               | Participó     |
| Lituania        | Frente Socialista Popular                                                | Algirdas Paleckis           | Participó     |
| Luxemburgo      | Partido Comunista de Luxemburgo                                          | Ali Ruckert                 | Participó     |
| Macedonia       | Partido Comunista de Macedonia                                           | Desconocido                 | Participó     |
| Malta           | Partido Comunista Maltés                                                 | Víctor Degiovanni           | Envió mensaje |
| México          | Partido Comunista de México                                              | Pável Blanco Cabrera        | Participó     |
| México          | Partido Popular Socialista de México                                     | Cuauhtémoc Amezcua Dromundo | Envió mensaje |
| Nepal           | Partido Comunista de Nepal (Marxista-Leninista Unificado)                | Jhala Nath Khanal           | Envió mensaje |
| Noruega         | Partido Comunista de Noruega                                             | Svend Haakon Jacobsen       | Participó     |
| Países Bajos    | Nuevo Partido Comunista de los Países Bajos                              | Job Pruijser                | Participó     |
| Pakistán        | Partido Comunista de Pakistán                                            | Imdad Qazi                  | Participó     |
| Palestina       | Partido Popular Palestino                                                | Bassam as-Salhi             | Participó     |
| Palestina       | Partido Comunista Palestino                                              | Desconocido                 | Participó     |
| Paraguay        | Partido Comunista Paraguayo                                              | Najeeb Amado                | Participó     |
| Perú            | Partido Comunista del Perú-Patria Roja                                   | Alberto Moreno              | Participó     |
| Perú            | Partido Comunista Peruano                                                | Roberto de la Cruz          | Participó     |
| Polonia         | Partido Comunista de Polonia                                             | Krzysztof Szwej             | Participó     |
| Portugal        | Partido Comunista Portugués                                              | Jerónimo de Sousa           | Participó     |
| Reino Unido     | Partido Comunista Británico                                              | Robert Griffiths            | Participó     |
| Reino Unido     | Nuevo Partido Comunista Británico                                        | Andy Brooks                 | Participó     |
| República Checa | Partido Comunista de Bohemia y Moravia                                   | Vojtěch Filip               | Participó     |
| Rumania         | Partido Comunista Rumano                                                 | Desconocido                 | Participó     |
| Rusia           | Partido Comunista de la Federación Rusa                                  | Guennadi Ziugánov           | Participó     |
| Rusia           | Partido Comunista Obrero Ruso - Partido Revolucionario de los Comunistas | Viktor Tyulkin              | Participó     |
| Rusia           | Partido Comunista de la Unión Soviética                                  | Sergey Alexandrov           | Participó     |
| Serbia          | Nuevo Partido Comunista de Yugoslavia                                    | Branko Kitanović            | Participó     |
| Serbia          | Comunistas de Serbia                                                     | Svetozar Markanović         | Participó     |
| Siria           | Partido Comunista Sirio (Bakdash)                                        | Ammar Bakdash               | Participó     |
| Siria           | Partido Comunista Sirio (Unificado)                                      | Hanin Nimir                 | Participó     |
| Sri Lanka       | Partido Comunista de Sri Lanka                                           | D. E. W. Gunasekera         | Participó     |
| Sudáfrica       | Partido Comunista Sudafricano                                            | Blade Nzimande              | Participó     |
| Sudán           | Partido Comunista de Sudán                                               | Muhammad Mukhtar Al-Khatib  | Participó     |
| Suecia          | Partido Comunista de Suecia                                              | Victor Diaz de Filippi      | Participó     |
| Turquía         | Partido Comunista de Turquía                                             | Liderazgo colectivo         | Participó     |
| Turquía         | Partido del Trabajo (Turquía)                                            | Selma Gürkan                | Participó     |
| Ucrania         | Partido Comunista de Ucrania                                             | Petro Simonenko             | Participó     |
| Ucrania         | Unión de los Comunistas de Ucrania                                       | Liderazgo colectivo         | Participó     |
| Uruguay         | Partido Comunista de Uruguay                                             | Eduardo Lorier              | Envió mensaje |
| Venezuela       | Partido Comunista de Venezuela                                           | Oscar Figuera               | Participó     |
| Vietnam         | Partido Comunista de Vietnam                                             | Nguyễn Phú Trọng            | Participó     |

### XII Encuentro Internacional del EIPCO (2010)
La siguiente tabla es una lista de participantes en la XII Conferencia del EIPCO, celebrada entre el 3 y el 5 de diciembre de 2010 en Johannesburgo (Sudáfrica), a invitación del Partido Comunista Sudafricano.
| País            | Partido                                                                  | Líder                       | Participación |
| --------------- | ------------------------------------------------------------------------ | --------------------------- | ------------- |
| Alemania        | Partido Comunista Alemán                                                 | Bettina Jürgensen           | Participó     |
| Argentina       | Partido Comunista de la Argentina                                        | Patricio Echegaray          | Participó     |
| Australia       | Partido Comunista de Australia                                           | Hannah Middleton            | Participó     |
| Azerbaiyán      | Partido Comunista de Azerbaiyán                                          | Rauf Gurbanov               | Participó     |
| Baréin          | Tribuna Democrática Progresista                                          | Hassan Madan                | Participó     |
| Bangladés       | Partido de los Trabajadores de Bangladés                                 | Sayed Abu Zafar             | Participó     |
| Bélgica         | Partido del Trabajo de Bélgica                                           | Peter Mertens               | Participó     |
| Bielorrusia     | Partido Comunista de Bielorrusia                                         | Igor Karpenko               | Participó     |
| Brasil          | Partido Comunista Brasileño                                              | Ivan Pinheiro               | Participó     |
| Brasil          | Partido Comunista de Brasil                                              | José Renato Rabelo          | Participó     |
| Bulgaria        | Partido Comunista de Bulgaria                                            | Aleksandar Paunov           | Participó     |
| Canadá          | Partido Comunista de Canadá                                              | Miguel Figueroa             | Participó     |
| China           | Partido Comunista de China                                               | Hu Jintao                   | Participó     |
| Chipre          | Partido Progresista del Pueblo Obrero (AKEL)                             | Andros Kyprianou            | Participó     |
| Cuba            | Partido Comunista de Cuba                                                | Raúl Castro                 | Participó     |
| Dinamarca       | Partido Comunista en Dinamarca                                           | Betty Frydensbjerg Carlsson | Participó     |
| Dinamarca       | Partido Comunista de Dinamarca                                           | Henrik Stamer Hedin         | Participó     |
| Egipto          | Partido Comunista de Egipto                                              | Liderazgo colectivo         | Participó     |
| España          | Partido Comunista de España                                              | José Luis Centella          | Participó     |
| España          | Partido Comunista de los Pueblos de España                               | Carmelo Suárez              | Participó     |
| Estados Unidos  | Partido Comunista de los Estados Unidos                                  | Sam Webb                    | Participó     |
| Finlandia       | Partido Comunista de Finlandia (Unidad)                                  | Yrjö Hakanen                | Participó     |
| Francia         | Partido Comunista Francés                                                | Pierre Laurent              | Participó     |
| Grecia          | Partido Comunista de Grecia                                              | Aleka Papariga              | Participó     |
| Hungría         | Partido Comunista Obrero Húngaro                                         | Gyula Thürmer               | Participó     |
| India           | Partido Comunista de la India                                            | Suravaram Sudhakar Reddy    | Participó     |
| India           | Partido Comunista de la India (Marxista)                                 | Sitaram Yechury             | Participó     |
| Irak            | Partido Comunista Iraquí                                                 | Hamid Majid Mousa           | Participó     |
| Irlanda         | Partido Comunista de Irlanda                                             | Eugene McCartan             | Participó     |
| Irlanda         | Partido de los Trabajadores de Irlanda                                   | Mick Finnegan               | Participó     |
| Israel          | Partido Comunista de Israel                                              | Liderazgo colectivo         | Participó     |
| Italia          | Partido de la Refundación Comunista                                      | Paolo Ferrero               | Participó     |
| Italia          | Partido de los Comunistas Italianos                                      | Oliviero Diliberto          | Participó     |
| Jordania        | Partido Comunista Jordano                                                | Munir Hamarneh              | Participó     |
| Líbano          | Partido Comunista Libanés                                                | Khaled Hadadi               | Participó     |
| Luxemburgo      | Partido Comunista de Luxemburgo                                          | Ali Ruckert                 | Envió mensaje |
| Nepal           | Partido Comunista de Nepal (Marxista-Leninista Unificado)                | Jhala Nath Khanal           | Participó     |
| Noruega         | Partido Comunista de Noruega                                             | Svend Haakon Jacobsen       | Participó     |
| Países Bajos    | Nuevo Partido Comunista de los Países Bajos                              | Job Pruijser                | Participó     |
| Palestina       | Partido Popular Palestino                                                | Bassam as-Salhi             | Participó     |
| Palestina       | Partido Comunista Palestino                                              | Desconocido                 | Participó     |
| Perú            | Partido Comunista Peruano                                                | Roberto de la Cruz          | Participó     |
| Portugal        | Partido Comunista Portugués                                              | Jerónimo de Sousa           | Participó     |
| Reino Unido     | Partido Comunista Británico                                              | Robert Griffiths            | Participó     |
| República Checa | Partido Comunista de Bohemia y Moravia                                   | Vojtěch Filip               | Participó     |
| Rusia           | Partido Comunista de la Federación Rusa                                  | Guennadi Ziugánov           | Participó     |
| Rusia           | Partido Comunista Obrero Ruso - Partido Revolucionario de los Comunistas | Viktor Tyulkin              | Participó     |
| Rusia           | Partido Comunista de la Unión Soviética                                  | Sergey Alexandrov           | Participó     |
| Serbia          | Nuevo Partido Comunista de Yugoslavia                                    | Batrić Mijović              | Participó     |
| Sudáfrica       | Partido Comunista Sudafricano                                            | Blade Nzimande              | Participó     |
| Siria           | Partido Comunista Sirio (Bakdash)                                        | Ammar Bakdash               | Participó     |
| Siria           | Partido Comunista Sirio (Unificado)                                      | Hanin Nimir                 | Participó     |
| Sri Lanka       | Partido Comunista de Sri Lanka                                           | D. E. W. Gunasekera         | Participó     |
| Turquía         | Partido Comunista de Turquía                                             | Liderazgo colectivo         | Participó     |
| Ucrania         | Partido Comunista de Ucrania                                             | Petro Simonenko             | Participó     |
| Ucrania         | Unión de los Comunistas de Ucrania                                       | Liderazgo colectivo         | Participó     |
| Vietnam         | Partido Comunista de Vietnam                                             | Nông Đức Mạnh               | Participó     |

### XI Encuentro Internacional del EIPCO (2009)
La siguiente tabla es una lista de participantes en la XI Conferencia del EIPCO, celebrada entre el 20 y el 22 de noviembre de 2009 en Nueva Delhi (India), a invitación conjunta del Partido Comunista de la India y del Partido Comunista de la India (Marxista). A esta conferencia asistieron 89 participantes representando a 57 partidos comunistas y obreros de 48 países diferentes. 
| País            | Partido                                                                  | Líder                       | Participación |
| --------------- | ------------------------------------------------------------------------ | --------------------------- | ------------- |
| Alemania        | Partido Comunista Alemán                                                 | Bettina Jürgensen           | Participó     |
| Argentina       | Partido Comunista de la Argentina                                        | Patricio Echegaray          | Participó     |
| Australia       | Partido Comunista de Australia                                           | Hannah Middleton            | Participó     |
| Bangladés       | Partido de los Trabajadores de Bangladés                                 | Sayed Abu Zafar             | Participó     |
| Bélgica         | Partido del Trabajo de Bélgica                                           | Peter Mertens               | Participó     |
| Bolivia         | Partido Comunista de Bolivia                                             | Desconocido                 | Envió mensaje |
| Brasil          | Partido Comunista Brasileño                                              | Ivan Pinheiro               | Participó     |
| Brasil          | Partido Comunista de Brasil                                              | José Renato Rabelo          | Participó     |
| Canadá          | Partido Comunista de Canadá                                              | Miguel Figueroa             | Participó     |
| China           | Partido Comunista de China                                               | Hu Jintao                   | Participó     |
| Chipre          | Partido Progresista del Pueblo Obrero (AKEL)                             | Andros Kyprianou            | Participó     |
| Corea del Norte | Partido del Trabajo de Corea                                             | Kim Jong-il                 | Participó     |
| Cuba            | Partido Comunista de Cuba                                                | Fidel Castro                | Participó     |
| Dinamarca       | Partido Comunista en Dinamarca                                           | Betty Frydensbjerg Carlsson | Participó     |
| Dinamarca       | Partido Comunista de Dinamarca                                           | Henrik Stamer Hedin         | Participó     |
| España          | Partido Comunista de España                                              | José Luis Centella          | Participó     |
| España          | Partido Comunista de los Pueblos de España                               | Carmelo Suárez              | Participó     |
| Estados Unidos  | Partido Comunista de los Estados Unidos                                  | Sam Webb                    | Participó     |
| Finlandia       | Partido Comunista de Finlandia (Unidad)                                  | Yrjö Hakanen                | Participó     |
| Francia         | Partido Comunista Francés                                                | Pierre Laurent              | Participó     |
| Grecia          | Partido Comunista de Grecia                                              | Aleka Papariga              | Participó     |
| Hungría         | Partido Comunista Obrero Húngaro                                         | Gyula Thürmer               | Participó     |
| India           | Partido Comunista de la India                                            | Ardhendu Bhushan Bardhan    | Participó     |
| India           | Partido Comunista de la India (Marxista)                                 | Prakash Karat               | Participó     |
| Irak            | Partido Comunista Iraquí                                                 | Hamid Majid Mousa           | Participó     |
| Irlanda         | Partido Comunista de Irlanda                                             | Eugene McCartan             | Participó     |
| Irlanda         | Partido de los Trabajadores de Irlanda                                   | Mick Finnegan               | Participó     |
| Israel          | Partido Comunista de Israel                                              | Liderazgo colectivo         | Participó     |
| Italia          | Partido de la Refundación Comunista                                      | Paolo Ferrero               | Participó     |
| Italia          | Partido de los Comunistas Italianos                                      | Oliviero Diliberto          | Participó     |
| Kirguistán      | Partido de los Comunistas de Kirguistán                                  | Ishkak Masaliyev            | Participó     |
| Laos            | Partido Popular Revolucionario de Laos                                   | Choummaly Sayasone          | Participó     |
| Letonia         | Partido Socialista de Letonia                                            | Alfrēds Rubiks              | Participó     |
| Líbano          | Partido Comunista Libanés                                                | Khaled Hadadi               | Participó     |
| Luxemburgo      | Partido Comunista de Luxemburgo                                          | Ali Ruckert                 | Participó     |
| México          | Partido de los Comunistas Mexicanos                                      | Pável Blanco Cabrera        | Participó     |
| Nepal           | Partido Comunista de Nepal (Marxista-Leninista Unificado)                | Jhala Nath Khanal           | Participó     |
| Noruega         | Partido Comunista de Noruega                                             | Zafer Gözet                 | Participó     |
| Países Bajos    | Nuevo Partido Comunista de los Países Bajos                              | Job Pruijser                | Participó     |
| Palestina       | Partido Popular Palestino                                                | Bassam as-Salhi             | Participó     |
| Palestina       | Partido Comunista Palestino                                              | Desconocido                 | Participó     |
| Perú            | Partido Comunista Peruano                                                | Roberto de la Cruz          | Participó     |
| Portugal        | Partido Comunista Portugués                                              | Jerónimo de Sousa           | Participó     |
| Reino Unido     | Partido Comunista Británico                                              | Robert Griffiths            | Participó     |
| República Checa | Partido Comunista de Bohemia y Moravia                                   | Vojtěch Filip               | Participó     |
| Rusia           | Partido Comunista de la Federación Rusa                                  | Guennadi Ziugánov           | Participó     |
| Rusia           | Partido Comunista Obrero Ruso - Partido Revolucionario de los Comunistas | Viktor Tyulkin              | Participó     |
| Rusia           | Partido Comunista de la Unión Soviética                                  | Sergey Alexandrov           | Participó     |
| Serbia          | Nuevo Partido Comunista de Yugoslavia                                    | Branko Kitranović           | Participó     |
| Sudáfrica       | Partido Comunista Sudafricano                                            | Blade Nzimande              | Participó     |
| Siria           | Partido Comunista Sirio (Bakdash)                                        | Ammar Bakdash               | Participó     |
| Siria           | Partido Comunista Sirio (Unificado)                                      | Hanin Nimir                 | Participó     |
| Sri Lanka       | Partido Comunista de Sri Lanka                                           | D. E. W. Gunasekera         | Participó     |
| Turquía         | Partido Comunista de Turquía                                             | Liderazgo colectivo         | Participó     |
| Vietnam         | Partido Comunista de Vietnam                                             | Nông Đức Mạnh               | Participó     |

### X Encuentro Internacional del EIPCO (2008)
La siguiente tabla es una lista de participantes en la X Conferencia del EIPCO, celebrada entre el 21 y el 23 de noviembre de 2008 en São Paulo (Brasil), a invitación conjunta del Partido Comunista de Brasil (PCdoB). Acudieron delegaciones de 65 partidos comunistas y obreros de 55 países diferentes.
| País            | Partido                                                                  | Líder                       | Participación |
| --------------- | ------------------------------------------------------------------------ | --------------------------- | ------------- |
| Alemania        | Partido Comunista Alemán                                                 | Bettina Jürgensen           | Participó     |
| Argelia         | Partido Argelino para la Democracia y el Socialismo                      | Liderazgo colectivo         | Participó     |
| Argentina       | Partido Comunista de la Argentina                                        | Patricio Echegaray          | Participó     |
| Bielorrusia     | Partido Comunista de Bielorrusia                                         | Igor Karpenko               | Participó     |
| Bélgica         | Partido del Trabajo de Bélgica                                           | Peter Mertens               | Participó     |
| Bolivia         | Partido Comunista de Bolivia                                             | Desconocido                 | Envió mensaje |
| Brasil          | Partido Comunista Brasileño                                              | Ivan Pinheiro               | Participó     |
| Brasil          | Partido Comunista de Brasil                                              | José Renato Rabelo          | Participó     |
| Bulgaria        | Partido Comunista de Bulgaria                                            | Aleksandar Paulov           | Participó     |
| Canadá          | Partido Comunista de Canadá                                              | Miguel Figueroa             | Participó     |
| Chile           | Partido Comunista de Chile                                               | Lautaro Carmona             | Participó     |
| China           | Partido Comunista de China                                               | Hu Jintao                   | Participó     |
| Chipre          | Partido Progresista del Pueblo Obrero (AKEL)                             | Dimitris Jristofias         | Participó     |
| Colombia        | Partido Comunista Colombiano                                             | Jaime Caycedo               | Participó     |
| Corea del Norte | Partido del Trabajo de Corea                                             | Kim Jong-il                 | Participó     |
| Cuba            | Partido Comunista de Cuba                                                | Fidel Castro                | Participó     |
| Dinamarca       | Partido Comunista en Dinamarca                                           | Betty Frydensbjerg Carlsson | Participó     |
| Dinamarca       | Partido Comunista de Dinamarca                                           | Henrik Stamer Hedin         | Participó     |
| Ecuador         | Partido Comunista del Ecuador                                            | Winston Alarcón Elizalde    | Participó     |
| España          | Partido Comunista de los Pueblos de España                               | Carmelo Suárez              | Participó     |
| Estados Unidos  | Partido Comunista de los Estados Unidos                                  | Sam Webb                    | Participó     |
| Finlandia       | Partido Comunista de Finlandia (Unidad)                                  | Yrjö Hakanen                | Participó     |
| Francia         | Partido Comunista Francés                                                | Marie-George Buffet         | Participó     |
| Georgia         | Partido Comunista Unificado de Georgia                                   | Panteleimon Giorgadze       | Participó     |
| Grecia          | Partido Comunista de Grecia                                              | Aleka Papariga              | Participó     |
| Hungría         | Partido Comunista Obrero Húngaro                                         | Gyula Thürmer               | Participó     |
| India           | Partido Comunista de la India                                            | Ardhendu Bhushan Bardhan    | Participó     |
| India           | Partido Comunista de la India (Marxista)                                 | Prakash Karat               | Participó     |
| Irak            | Partido Comunista Iraquí                                                 | Hamid Majid Mousa           | Participó     |
| Irán            | Partido del Trabajo de Irán (Tudeh)                                      | Mohammad Omidvar            | Participó     |
| Irlanda         | Partido Comunista de Irlanda                                             | Eugene McCartan             | Participó     |
| Irlanda         | Partido de los Trabajadores de Irlanda                                   | Mick Finnegan               | Participó     |
| Israel          | Partido Comunista de Israel                                              | Liderazgo colectivo         | Participó     |
| Italia          | Partido de la Refundación Comunista                                      | Paolo Ferrero               | Participó     |
| Italia          | Partido de los Comunistas Italianos                                      | Oliviero Diliberto          | Participó     |
| Kirguistán      | Partido de los Comunistas de Kirguistán                                  | Ishkak Masaliyev            | Participó     |
| Laos            | Partido Popular Revolucionario de Laos                                   | Choummaly Sayasone          | Participó     |
| Letonia         | Partido Socialista de Letonia                                            | Alfrēds Rubiks              | Participó     |
| Líbano          | Partido Comunista Libanés                                                | Khaled Hadadi               | Participó     |
| Luxemburgo      | Partido Comunista de Luxemburgo                                          | Ali Ruckert                 | Participó     |
| México          | Partido de los Comunistas Mexicanos                                      | Pável Blanco Cabrera        | Participó     |
| Nepal           | Partido Comunista de Nepal (Marxista-Leninista Unificado)                | Jhala Nath Khanal           | Participó     |
| Noruega         | Partido Comunista de Noruega                                             | Zafer Gözet                 | Participó     |
| Países Bajos    | Nuevo Partido Comunista de los Países Bajos                              | Job Pruijser                | Participó     |
| Palestina       | Partido Popular Palestino                                                | Bassam as-Salhi             | Participó     |
| Palestina       | Partido Comunista Palestino                                              | Desconocido                 | Participó     |
| Panamá          | Partido del Pueblo de Panamá                                             | Rubén Darío Sousa           | Participó     |
| Paraguay        | Partido Comunista Paraguayo                                              | Najeeb Amado                | Participó     |
| Perú            | Partido Comunista del Perú - Patria Roja                                 | Alberto Moreno              | Participó     |
| Perú            | Partido Comunista Peruano                                                | Roberto de la Cruz          | Participó     |
| Portugal        | Partido Comunista Portugués                                              | Jerónimo de Sousa           | Participó     |
| Reino Unido     | Partido Comunista Británico                                              | Robert Griffiths            | Participó     |
| República Checa | Partido Comunista de Bohemia y Moravia                                   | Vojtěch Filip               | Participó     |
| Rusia           | Partido Comunista de la Federación Rusa                                  | Guennadi Ziugánov           | Participó     |
| Rusia           | Partido Comunista Obrero Ruso - Partido Revolucionario de los Comunistas | Viktor Tyulkin              | Participó     |
| Rusia           | Partido Comunista de la Unión Soviética                                  | Sergey Alexandrov           | Participó     |
| Serbia          | Nuevo Partido Comunista de Yugoslavia                                    | Branko Kitranović           | Participó     |
| Sudáfrica       | Partido Comunista Sudafricano                                            | Blade Nzimande              | Participó     |
| Siria           | Partido Comunista Sirio (Bakdash)                                        | Ammar Bakdash               | Participó     |
| Siria           | Partido Comunista Sirio (Unificado)                                      | Hanin Nimir                 | Participó     |
| Sri Lanka       | Partido Comunista de Sri Lanka                                           | D. E. W. Gunasekera         | Participó     |
| Suecia          | Partido Comunista de Suecia                                              | Victor Diaz de Filippi      | Participó     |
| Turquía         | Partido Comunista de Turquía                                             | Liderazgo colectivo         | Participó     |
| Ucrania         | Unión de los Comunistas de Ucrania                                       | Liderazgo colectivo         | Participó     |
| Uruguay         | Partido Comunista de Uruguay                                             | Eduardo Lorier              | Participó     |
| Venezuela       | Partido Comunista de Venezuela                                           | Oscar Figuera               | Participó     |
| Vietnam         | Partido Comunista de Vietnam                                             | Nông Đức Mạnh               | Participó     |

### IX Encuentro Internacional del EIPCO (2007)
La siguiente tabla es una lista de participantes en la IX Conferencia del EIPCO, celebrada entre el 3 y el 5 de noviembre de 2007 en Minsk (Bielorrusia), a invitación conjunta del Partido Comunista de Bielorrusia (BKP). Acudieron 154 representantes e delegaciones de 72 partidos comunistas y obreros de 59 países diferentes.
| País            | Partido                                                                  | Líder                       | Participación |
| --------------- | ------------------------------------------------------------------------ | --------------------------- | ------------- |
| Alemania        | Partido Comunista Alemán                                                 | Bettina Jürgensen           | Participó     |
| Argelia         | Partido Argelino para la Democracia y el Socialismo                      | Liderazgo colectivo         | Participó     |
| Argentina       | Partido Comunista de la Argentina                                        | Patricio Echegaray          | Participó     |
| Armenia         | Partido Comunista de Armenia                                             | Ruben Tovmasyan             | Participó     |
| Australia       | Partido Comunista de Australia                                           | Hannah Middleton            | Participó     |
| Azerbaiyán      | Partido Comunista de Azerbaiyán (Plataforma del Marxismo-Leninismo)      | Rauf Gurbanov               | Participó     |
| Baréin          | Tribuna Democrática Progresista                                          | Hassan Maddaou              | Participó     |
| Bielorrusia     | Partido Comunista de Bielorrusia                                         | Igor Karpenko               | Participó     |
| Bélgica         | Partido del Trabajo de Bélgica                                           | Peter Mertens               | Participó     |
| Bolivia         | Partido Comunista de Bolivia                                             | Desconocido                 | Envió mensaje |
| Brasil          | Partido Comunista Brasileño                                              | Ivan Pinheiro               | Participó     |
| Brasil          | Partido Comunista de Brasil                                              | José Renato Rabelo          | Participó     |
| Bulgaria        | Partido Comunista de Bulgaria                                            | Aleksandar Paulov           | Participó     |
| Canadá          | Partido Comunista de Canadá                                              | Miguel Figueroa             | Participó     |
| Chile           | Partido Comunista de Chile                                               | Lautaro Carmona             | Participó     |
| China           | Partido Comunista de China                                               | Hu Jintao                   | Participó     |
| Chipre          | Partido Progresista del Pueblo Obrero (AKEL)                             | Dimitris Jristofias         | Participó     |
| Corea del Norte | Partido del Trabajo de Corea                                             | Kim Jong-il                 | Participó     |
| Cuba            | Partido Comunista de Cuba                                                | Fidel Castro                | Participó     |
| Dinamarca       | Partido Comunista en Dinamarca                                           | Betty Frydensbjerg Carlsson | Participó     |
| Dinamarca       | Partido Comunista de Dinamarca                                           | Henrik Stamer Hedin         | Participó     |
| Filipinas       | Partido Comunista de Filipinas (PKP-1930)                                | Pedro Baguisa               | Participó     |
| Eslovaquia      | Partido Comunista de Eslovaquia                                          | Joseph Shevts               | Participó     |
| España          | Partido Comunista de España                                              | Francisco Frutos            | Participó     |
| España          | Izquierda Unida (IU)                                                     | Gaspar Llamazares           | Participó     |
| España          | Partido Comunista de los Pueblos de España                               | Carmelo Suárez              | Participó     |
| Estados Unidos  | Partido Comunista de los Estados Unidos                                  | Sam Webb                    | Participó     |
| Finlandia       | Partido Comunista de Finlandia (Unidad)                                  | Yrjö Hakanen                | Participó     |
| Francia         | Partido Comunista Francés                                                | Marie-George Buffet         | Participó     |
| Georgia         | Partido Comunista Unificado de Georgia                                   | Panteleimon Giorgadze       | Participó     |
| Grecia          | Partido Comunista de Grecia                                              | Aleka Papariga              | Participó     |
| Hungría         | Partido Comunista Obrero Húngaro                                         | Gyula Thürmer               | Participó     |
| India           | Partido Comunista de la India                                            | Ardhendu Bhushan Bardhan    | Participó     |
| India           | Partido Comunista de la India (Marxista)                                 | Prakash Karat               | Participó     |
| Irak            | Partido Comunista Iraquí                                                 | Hamid Majid Mousa           | Participó     |
| Irán            | Partido del Trabajo de Irán (Tudeh)                                      | Mohammad Omidvar            | Participó     |
| Irlanda         | Partido Comunista de Irlanda                                             | Eugene McCartan             | Participó     |
| Irlanda         | Partido de los Trabajadores de Irlanda                                   | Seán Garland                | Participó     |
| Israel          | Partido Comunista de Israel                                              | Liderazgo colectivo         | Participó     |
| Italia          | Partido de los Comunistas Italianos                                      | Oliviero Diliberto          | Participó     |
| Jordania        | Partido Comunista Jordano                                                | Munir Hamarneh              | Participó     |
| Kirguistán      | Partido de los Comunistas de Kirguistán                                  | Ishkak Masaliyev            | Participó     |
| Laos            | Partido Popular Revolucionario de Laos                                   | Choummaly Sayasone          | Participó     |
| Letonia         | Partido Socialista de Letonia                                            | Alfrēds Rubiks              | Participó     |
| Líbano          | Partido Comunista Libanés                                                | Khaled Hadadi               | Participó     |
| Lituania        | Partido Socialista de Lituania                                           | Giedrius Petružis           | Participó     |
| Luxemburgo      | Partido Comunista de Luxemburgo                                          | Ali Ruckert                 | Participó     |
| Macedonia       | Partido Comunista de Macedonia                                           | Desconocido                 | Participó     |
| México          | Partido de los Comunistas Mexicanos                                      | Pável Blanco Cabrera        | Participó     |
| México          | Partido Popular Socialista de México                                     | Manuel Fernández Flores     | Participó     |
| Moldavia        | Partido de los Comunistas de la República de Moldavia                    | Vladimir Voronin            | Participó     |
| Nepal           | Partido Comunista de Nepal (Marxista-Leninista Unificado)                | Jhala Nath Khanal           | Participó     |
| Noruega         | Partido Comunista de Noruega                                             | Zafer Gözet                 | Participó     |
| Países Bajos    | Nuevo Partido Comunista de los Países Bajos                              | Job Pruijser                | Participó     |
| Pakistán        | Partido Comunista de Pakistán                                            | Desconocido                 | Participó     |
| Palestina       | Partido Popular Palestino                                                | Bassam as-Salhi             | Participó     |
| Palestina       | Partido Comunista Palestino                                              | Desconocido                 | Participó     |
| Polonia         | Partido Comunista Polaco                                                 | Józef Łachut                | Participó     |
| Portugal        | Partido Comunista Portugués                                              | Jerónimo de Sousa           | Participó     |
| Reino Unido     | Partido Comunista Británico                                              | Robert Griffiths            | Participó     |
| República Checa | Partido Comunista de Bohemia y Moravia                                   | Vojtěch Filip               | Participó     |
| Rusia           | Partido Comunista de la Federación Rusa                                  | Guennadi Ziugánov           | Participó     |
| Rusia           | Partido Comunista Obrero Ruso - Partido Revolucionario de los Comunistas | Viktor Tyulkin              | Participó     |
| Rusia           | Partido Comunista de la Unión Soviética                                  | Sergey Alexandrov           | Participó     |
| Serbia          | Nuevo Partido Comunista de Yugoslavia                                    | Branko Kitranović           | Participó     |
| Sudáfrica       | Partido Comunista Sudafricano                                            | Blade Nzimande              | Participó     |
| Siria           | Partido Comunista Sirio (Bakdash)                                        | Ammar Bakdash               | Participó     |
| Siria           | Partido Comunista Sirio (Unificado)                                      | Hanin Nimir                 | Participó     |
| Sri Lanka       | Partido Comunista de Sri Lanka                                           | D. E. W. Gunasekera         | Participó     |
| Sudán           | Partido Comunista de Sudán                                               | Muhammad Ibrahim Nugud      | Participó     |
| Suecia          | Partido Comunista de Suecia                                              | Victor Diaz de Filippi      | Participó     |
| Turquía         | Partido Comunista de Turquía                                             | Liderazgo colectivo         | Participó     |
| Turquía         | Partido del Trabajo (Turquía)                                            | Selma Gürkman               | Observador    |
| Ucrania         | Unión de los Comunistas de Ucrania                                       | Liderazgo colectivo         | Participó     |
| Uruguay         | Partido Comunista de Uruguay                                             | Eduardo Lorier              | Participó     |
| Venezuela       | Partido Comunista de Venezuela                                           | Oscar Figuera               | Participó     |
| Vietnam         | Partido Comunista de Vietnam                                             | Nông Đức Mạnh               | Participó     |